# BDレコーダー

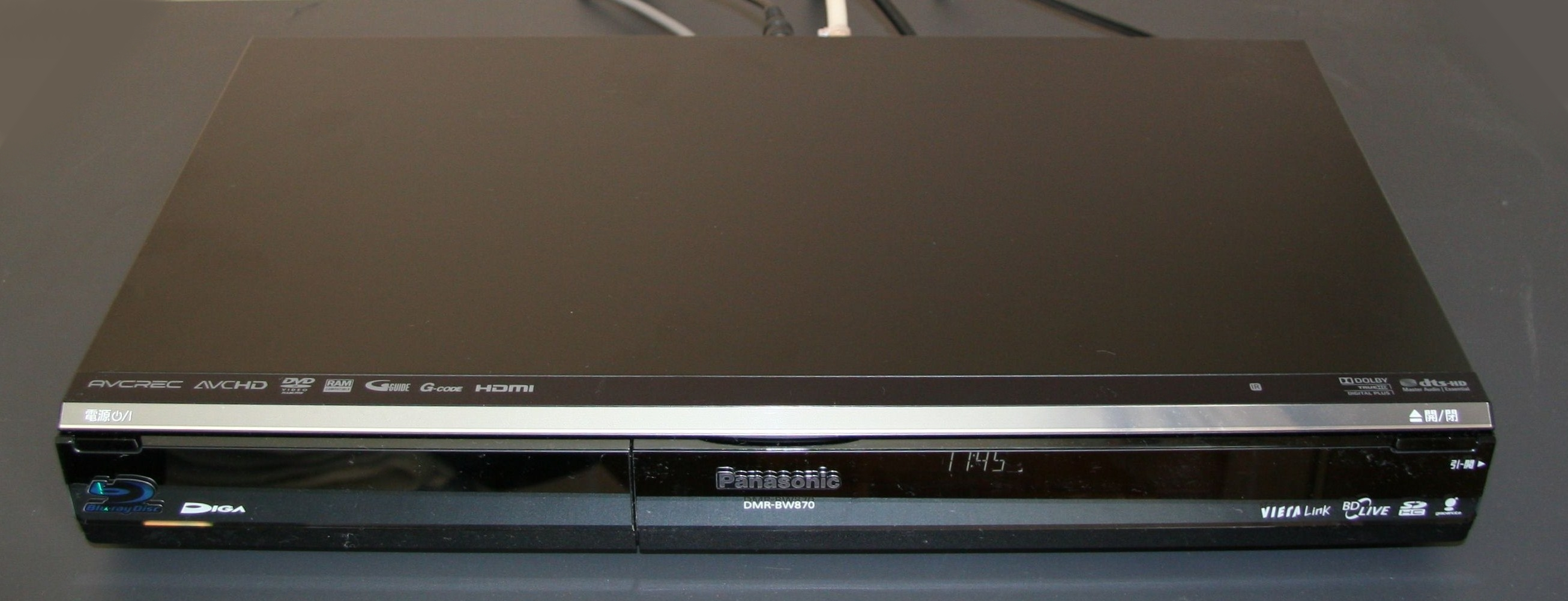
BDレコーダー
（パナソニック DIGA DMR-BW870）

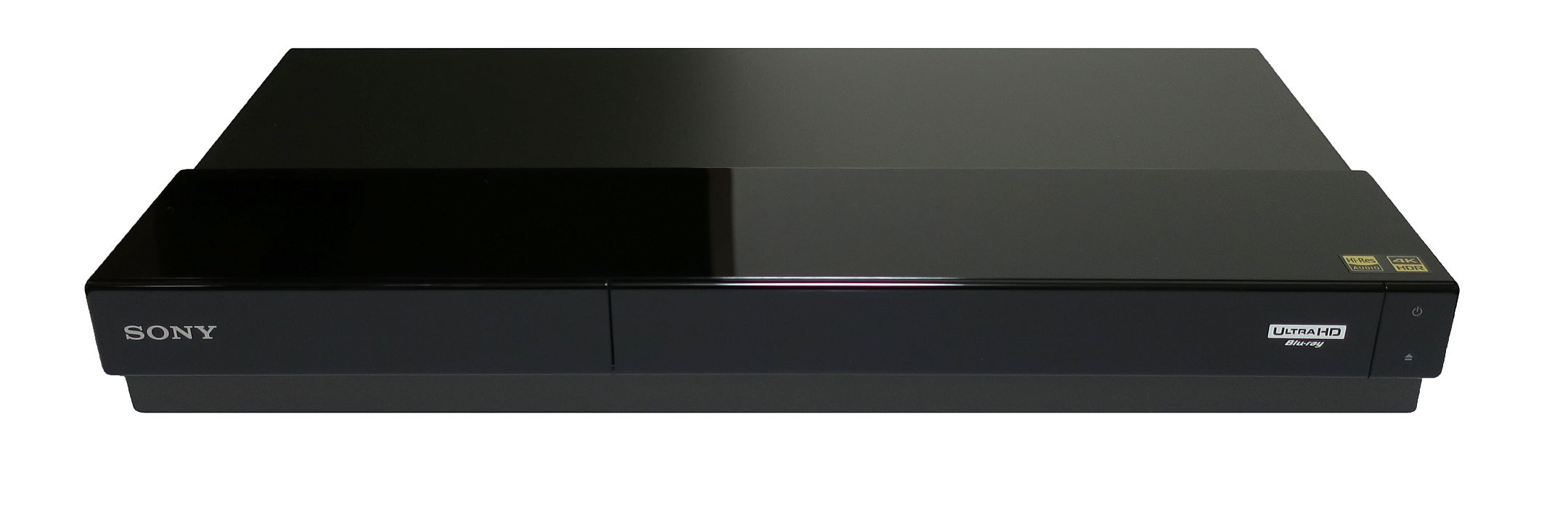
Ultra HD Blu-rayの再生に対応したBDレコーダー（ソニー BDZ-FT1000）

Blu-ray Discレコーダー（ブルーレイ・ディスクレコーダー。通称：BDレコーダー）とは、BD-Video・DVDの再生のほかに記録型Blu-ray Discに記録（録画）・再生出来る据え置き型映像機器である。これに対し、録画機能のない再生専用機は「BDプレーヤー」と呼び分ける。第3世代光ディスクレコーダーの一つで、プレーヤーの場合も含めて標準機能としてDVD-Videoの再生機能も併載しているのが一般的で、レコーダーでは記録型DVDへの録画が可能な機種もある。

## 概要
記録型光ディスクに記録できるレコーダーとしては、DVDレコーダーの次の世代にあたる。2003年に最初の製品が登場、2007年秋から本格的に普及が始まった（詳細は沿革を参照）。DVDに比べ大容量の記録型Blu-ray Discにデジタルハイビジョン放送を、ハイビジョン画質（有効走査線数1080本）のままで長時間記録できるのが最大の特徴である。
デジタル放送をそのままの形式（MPEG-2 TS）で記録型Blu-ray Discに記録するのが代表的であり、この場合は基本的に放送受信点における品質と同等の無劣化録画となる。
また、標準画質（有効走査線数480本、MPEG-2形式）に変換した映像を、DVDレコーダーと同様に記録型DVDに記録できる機種も多い（一部の機種には搭載されていない）。また、機種によってはMPEG-4 AVCで圧縮（後述）することで記録型Blu-ray Discにハイビジョン画質のまま長時間記録する機能や、記録型DVDにもMPEG-4 AVC圧縮したハイビジョン映像を記録可能な機能を持つものもある（AVCRECの記事を参照のこと）。
地上デジタル放送の開始で、一般家庭でもハイビジョン画質対応のテレビ受像機が一般家庭に普及していき、画面の大型化、高精細化が進んでいるのに伴い、BDレコーダーの今後の普及も期待されている。また様々な使い勝手の悪さから、DVDレコーダーを敬遠していた消費者にも普及させようと取り組むメーカーもある。
2010年2月現在、日本国外ではパナソニックが、オーストラリア及びイギリス・フランスなど一部の国・地域で発売しているのみである。世界最大の消費大国米国を筆頭として、日本以外の諸国の多くでは、消費者がテレビ放送をメディアに録画して個人ライブラリーを作る文化が稀有なので、DVDレコーダー同様に発売は見込まれておらず、代わりにBDプレーヤーの普及拡大が予想されている。
2008年以降、テレビ一体型のBDレコーダーも登場し始めている。テレビとBDレコーダーの接続が不要で、BDメディアをテレビにセットするだけで録画や再生ができる。さらにハードディスクドライブを搭載したモデルでは、テレビ単体で録画やBDへのダビングも可能である。ただし、そのような複合機ではテレビ受像機本体に比べて機構部品を含むハードディスクドライブや光ディスクレコーダー部分の寿命が短く、これらの部位が故障するとテレビごと修理または買い換えねばならないという問題もある。これはかつてのテレビデオと同様の欠点である。
従来型のDVDレコーダーではデジタルハイビジョン放送を記録型DVDに記録する際には、必ず標準画質に変換（ダウンコンバート）しなければならないことがBDレコーダーとの決定的な差となっていたが、2007年にAVCRECおよびHD Rec機能搭載のDVDレコーダーが登場したことにより、そのような機種では記録型DVDにもハイビジョン放送をハイビジョン画質のままで記録することが可能となっている。このため、放送された映像信号の無劣化記録に拘らないユーザーにとっては従来のレコーダーとBDレコーダーを比較した場合の主な差異は1枚のディスクに記録できる時間のみとなった。とはいうものの、ハイビジョン記録可能DVDレコーダーは、結局は大して普及しなかった。
DVDレコーダーの普及時に見られた記録に用いるディスクメディアの規格乱立やCPRMへの対応の差（あるものは対応であるものは非対応）といった問題は、DVDレコーダーの時の反省点からの考慮で発生しなかったが、後継機種がMPEG-4 AVC録画やBDXL（3層・4層メディア）など新たな機能に順次対応したことで、やはり互換性問題を抱えることとなった。
なおメーカー各社はDXアンテナ1社を除き、2011年秋までにDVDレコーダーの生産を終了し、BDレコーダーのみの生産に一本化した。
2011年以降モデルは（シングルチューナーの一部普及モデルを除き）USB-HDD接続に対応。本体HDD容量がいっぱいになっても繋いだ外付USB-HDDへの録画とそちら（USB-HDD）からBD/DVDへのダビングが可能。
大半のBD/DVDレコーダーはSDメモリーカードスロットを搭載しており、撮影したビデオ映像&デジカメ写真閲覧が可能。一部モデルは録画番組をワンセグ又はフルセグ画質でSDカードにダビングして持ち出す事も出来る。しかし2014年以降は普及モデルを中心にSDカードスロットを廃止した機種が増えており、SDカードスロット搭載のBDレコーダーは4K対応機種を中心とした上位モデルのみになっている。
殆どの機種には同軸アンテナケーブルが1本付属されてはいるが、直径が細いことから、各メーカーは取り扱い説明書などで「付属アンテナ線は地デジ専用（録画機の地デジ出力端子と薄型テレビの地デジ入力端子相互間をつなぐ）ケーブルとして用い、BS・110度CSデジタル放送を受信するには、市販の4K/8K対応高性能ケーブルを別途用意する」よう推奨している。
日本市場では地デジに完全移行した2011年に国内販売台数が620万台に達したのをピークに減少。内蔵HDDの大容量化や多チューナー化、Ultra HD Blu-ray（UHDBD）や4K放送といった新規格への対応、低価格化といった動きがあったが、外付けHDDへの録画機能を備えたテレビや動画配信サービスの普及、コロナ禍以降の原材料価格高騰、円安による価格上昇といった要因から市場規模は縮小傾向である。2021年の国内販売台数はBDプレーヤーを合算しても200万台を割る水準となった。

## 機能
デジタルテレビ放送チューナーとハードディスクドライブ（HDD）、日本で販売しているレコーダーにはB-CASを搭載し（一部例外あり、また外付けHDDを増設できる機種もある）、地上・BS・110度CSデジタル放送をHDDならびに記録型Blu-ray Disc（BD-R・BD-RE）に放送されている映像や音声の品質を損なわず保存（録画）できる。一部例外を除けば基本的にはBDへの直接録画も可能になっている。記録フォーマットにはBDAVが使われる。
片面1層25GBのBD-R・REに、BSデジタル放送（24Mbps）で約130分、地上デジタル放送（17Mbps）で約180分の記録が可能とされているが、地デジのハイビジョン放送は連動データ放送を除くと、概ね13 - 14Mbps程度であり（放送局によって異なる）その場合は、片面1層で4時間近くの記録が可能となる（詳細を以下に記載）。
ただし2008年9月現在、連動データ放送のカット機能を搭載し長時間録画が可能なのは、ソニー製及び2008年秋以降のパナソニック製のレコーダーのみ。2008年春までのパナソニック製及びすべての三菱電機製のレコーダーでは「データ放送を録画するが再生できない」仕様であり、データ放送の記録を省略することによる長時間記録は不可能。また現在のところ、放送されているデータ放送を全てBDへ記録でき、再生も可能なのはシャープのHDD搭載モデルで、かつ特定のモード（機種により異なる、以下参照）で録画した場合のみである。
- BD-HDW15/20・・・DRモードのみ
- BD-HD22/HDS32/HDV22/HDW22/HDW25/HDW30/HDW32/HDW35/HDW40・・・DRモードとMPEG-4 AVCの2倍/3倍モード

基本的に、デジタルハイビジョンテレビへの接続を前提としており、2006年以降の機種は、例外なくHDMI端子を搭載している（D端子・S端子などでアナログ出力も可能）。
また家庭用ビデオカメラも、ハイビジョン撮影が主流になっていることから、HDVやAVCHDなどの形式で撮影した動画を、ハイビジョン解像度のままBDに保存する機能を備えている（HDVは同規格のビデオカメラをキヤノンと共に発売しているソニー及びシャープの一部機種のみ対応）。
ほとんどの機種は、デジタルチューナー内蔵DVDレコーダーと同等の機能も引き続き搭載している。機能の詳細はDVDレコーダーを参照。記録型DVDの規格争いの名残が、BDレコーダーにも引き継がれており、DVD-RAM・DVD-R DL・DVD+R/+RWへの対応は、各社まちまちである。なお、機種によってはDVDへの記録に対応していないものもある。
日本ではBDプレーヤーが普及していないため、再生専用のBDビデオを鑑賞する用途でも重要な位置を占めている。そのため、高品質な映像・音声の再生能力にも各社が力を注いでいる。
市販のブルーレイディスクによっては、AACSのバージョンにより再生できない場合があるため、各メーカーは、地上デジタル・BSデジタルの放送波を使って、ソフトウェアの更新を行っている。機種によっては、インターネットを使用し、専用サーバーから更新することもできる。
初期にはDVDレコーダーと同様、HDDを搭載しないモデルも存在した。

### BDメディアの種類
追記型はBD-R、書き換え型はBD-REのそれぞれ1種類ずつで、多数の規格が混在するDVDのように選択に困ることは少ないが、以下のような仕様の違いがあるため、機器の対応状況を確認しておく必要がある。
2003〜2004年に発売されたBDレコーダーは、BD-RE Ver.1.0（片面1層23GB、カートリッジ付き）を採用しており、現在でもメディアが市場に出回っているが、2006年以降発売のBDレコーダーは一部再生のみ可能な機種（パナソニック：DMR-BR100/BW200/BW700/BW800/BW900、ソニー：BDZ-V7/V9/T50/T70/T90/L70/A70/X90）を除き、基本的にはこれに対応しない。2008年以降に発売された機種では、対応モデルは存在しない。
BD-Rには、無機色素を使ったもの（Ver.1.1）と有機色素を使ったもの（Ver.1.2, LTH TYPE）がある。2008年2月に発売が始まったLTH TYPEは、無機色素を使ったものに比べメディア製造コストを安価に抑えられるとされており、今後より一層の低価格化が期待されていた。既存の機器（シャープのBD-AV10・BD-AV1等、BD-R Ver.1.1非対応機器は除く）は、ファームウェアのアップデートで対応可能なものが多いが、ソニーの2006年発売のレコーダー（BDZ-V9・V7）は対応予定がなく、記録・再生ができない。
2010年7月からは、容量を3層100GBや4層128GBに拡大した「BDXL」も発売が始まったが、BDXL対応機器以外では、書き込みも再生もできない。

### MPEG-4 AVC圧縮
MPEG-2形式のデジタル放送を、より圧縮効率の高いMPEG-4 AVCで再圧縮し、ハイビジョンのままでより長時間の記録ができる機能を多くの機種が搭載している。2007年秋発売の機種からパナソニック（OEMの日立製作所を含む）およびソニーが導入したのを契機に2008年5月に参入した三菱電機もこれを採用、同年7月の機種からはシャープも搭載を開始。東芝、日本ビクター（現：JVCケンウッド）も上位機種などで搭載し、大手メーカーは軒並み対応している。各社がより長時間な記録モードを競って新機種に搭載する傾向がある。
各社とも、数種類の画質モード（約4 - 15Mbps）を用意し、片面1層のBDに最大で12時間程度のハイビジョン記録が可能となる。HDDへの録画時間も、例として2倍〜12倍になる。放送波の直接録画モードに比べ、録画時間に応じた品質劣化を想定するモードである。なお上記のように、地デジのビットレートは連動データ放送を除けば13 - 14Mbps程度であるため、それを例えば12Mbpsなどのモードで再圧縮した場合、画像の記録効率自体がさほど上がるわけではないが、連動データ放送分の容量をカットする目的でも使用できる。
MPEG-4 AVC圧縮登場初期の製品は、音声をドルビーデジタルで再圧縮するのが普通であったが、パナソニックの2008年秋モデルから、AACのまま再圧縮なしで記録できるようになり、2015年現在はこちらが主流である。ただしソニーの製品は2010年10月現在の時点において、最新モデルもMPEG-4 AVCで録画する際には、ドルビーデジタルで再圧縮する仕様となっている（MPEG-2方式で録画する場合はAACで記録される）。いずれの場合も、サラウンド音声は5.1チャンネルのまま記録できる。また、2008年7月発売のシャープのBDレコーダー（OEMで2008年10月発売のパイオニアのBDレコーダー2機種を含む）では、業界初のMPEG-4 AVC圧縮と連動データ放送の記録を両立した。

### 内蔵チューナー
発売当初は、アナログチューナーのみ内蔵の製品がほとんどだったが、2004年頃から地上・BS・110度CSの各デジタルチューナー内蔵製品が主流となったため、BSアナログチューナー搭載のBDレコーダーは皆無に等しくなり、2007年頃までに録画機からBSアナログチューナーは廃止された。なお、地上波チューナーのみ内蔵のBDレコーダーはこれまで発売されておらず、BD機チューナーは全機種が「デジタル3波（地上・BS・110度CS）+地上アナログ」で構成されていたのが従来の主流だったが、2010年11月15日に、業界初&世界最小の「地デジ専用BDレコーダー」として、パナソニックがブルーレイディーガ「DMR-BF200」を発表（パナソニック製BDレコーダーで初めて地上アナログチューナーを廃止）。
一方、地上アナログチューナーについては、「地方での地デジ中継局整備が未完了（進行途中）のため」という理由から、長期にわたり存続していたが（2007年にシャープが発売した「BD-AV1/AV10」は、BDレコーダーとして初めて地上アナログチューナーが廃止された）、デジタル録画機では、2010年秋冬モデル以降の機種において地上アナログチューナー廃止が鋭意進められており、東芝の「3Dレグザ（REGZA）ブルーレイ "RDシリーズ"」2010年秋冬モデルと、ソニー「3DブルーレイAX/ATシリーズ」2010年秋冬モデルは全機種「デジタル3波チューナーのみ搭載」。BD業界で最も早く地上アナログチューナー廃止を完了した。さらにパナソニック「ディーガ」も、2011年春モデル（BZTシリーズなど）を以て、地上アナログチューナー廃止を完了（ただし各社の薄型テレビは2011年モデルでも、地上アナログチューナーが外されていない機種も多い）。
なお、地上アナログ放送のGガイド機能を使うには（地アナ番組表データはBSデジタル放送より受信しているため）BSデジタル対応の衛星アンテナ接続が必要である（CATVや光ファイバー経由でデジタル放送を視聴していても、地アナGガイド利用にはBSデジタル対応衛星アンテナを別個単独で接続する）。
2011年から、スカパー!プレミアムサービスチューナーを内蔵したモデルも発売される。
4Kチューナー内蔵機種は従来型B-CASカードの代わりに「ACASチップ」を本体に内蔵。デジタル放送の視聴・録画時に必須となる「B-CASまたはmini B-CASカード」を紛失・損傷する心配が解消されると共に、「全自動録画」機能および複数（2系統以上）チューナー搭載機ではカードを（通常録画用とチャンネル録画用とで）複数枚用意・契約する手間が省ける工夫がなされている。

#### 複数チューナー
DVDレコーダーと同様に、各社とも中級機以上ではデジタル3波チューナー（地上・BS・CS）を2つ搭載した機種が主流である。低価格機種では、シングルチューナーに絞った機種もある（録画中に裏番組のチャンネルを切り替えられない場合がある）。一部メーカーでは、上位機にトリプルチューナーを搭載している。トリプルチューナーに、スカパー!などの外付けチューナーからの外部入力を合わせて、同時4番組録画とうたう機種もある。
なお、前述のMPEG-4 AVC圧縮については、同形式に変換する機能を持つ「トランスコーダー」の系統数が問題になる。例えば1系統しかない機種では、ダブルチューナー搭載であっても、AVC圧縮しながら同時録画できる番組数は1になる。この場合でも、一度DRモードで録画して、録画終了後の待機時にAVC変換することで疑似的に搭載チューナー数分の番組をAVC圧縮で同時録画できる場合もある。

### 端子群
登場当初のモデルは、HDMI出力・D出力（D4まで、メーカーによってはD5まで対応）・S入出力・コンポジット映像入出力・アナログ音声入出力・光デジタル出力（一部上位機は同軸デジタル出力も併載）・電話回線端子・LAN端子で構成されていた機種がほとんどだった（一部上位機はi-LINK端子・USB端子・DV入力端子も併載）。
しかし、2011年1月以降製造の機種は「（著作権保護のため）D端子におけるハイビジョン映像アナログ伝送をD2以下（720×480ドット以下）のSD画質に制限する」という新AACS規定施行により、D端子におけるハイビジョン画質アナログ伝送に制限が設けられ、2014年1月以降に製造される機種からD端子におけるハイビジョン映像アナログ伝送が全面禁止となる。それに伴い、番組の録画・再生が（接続及び操作が簡単でD端子などのアナログ接続より高画質・高音質で再生可能な）HDMI主体へ移行してきていることもあり、2011年春以降のBDレコーダーは（D端子・S端子を廃止して）HDMIとコンポジット映像端子のみ搭載の機種が多い。また、従来型AV入出力端子の数も年式が進むにつれ減少しており、2011年モデルは入力・出力が各1系統のみの機種がほとんどで（前面AV入力端子は非搭載でSDメモリーカード&B-CASカードスロットに差し替え。HDMI出力は1系統のみの機種がほとんどで、一部上位機は2系統搭載）、中には従来型AV入出力端子を撤廃した機種も存在する。また電話回線を利用した双方向番組があまり普及しなかったことから、2010年以降製造機種より電話回線端子は廃止され（お部屋ジャンプリンク・ドアホン画面視聴・アクトビラビデオフル・スカパー!HD及びCATV STB録画にも対応した）LAN端子のみ搭載に改められている（2011年以降の上位モデルは無線LAN内蔵、普及モデルは専用アダプタによる無線LAN利用可）。
なお、2011年以降製造機種はシングルチューナーの普及モデルにおいてアナログAV入力端子が廃止されたため、ビデオデッキからHDD/BDへのダビングは、トリプルチューナー及びWチューナーの上位モデルと組み合わせた場合にしかできなくなった。さらにS端子やD端子も、2011年モデルを最後に廃止され、コンポジット映像端子のみに改められたので、S-VHS/W-VHS/D-VHSデッキと組み合わせた場合でも、画質はVHSデッキと同等になる。ただし、上位モデルはi-LINK端子を搭載しているので、D-VHSデッキとI-LINK接続した場合は、ハイビジョン画質によるダビングが可能。
2012年以降モデルからは（シャープ「AQUOSブルーレイ」とソニー「BDZ」の一部モデルを皮切りに）出力端子をHDMIのみにして、アナログAV出力端子を廃止した機種が登場し始め、HDMI端子非搭載の従来型TV受像機には接続不可の（従来型アナログTV受像機における外付デジタルチューナーとしては使えない）機種が増加している（2013年にはパナソニックが出力をHDMIと光デジタルのみとしアナログAV出力を廃止したブルーレイディーガ第一号「DMR-BXT3000」を発表）。なお（ビデオデッキなど従来型アナログ再生機器からのダビングに備え）従来型アナログAV入力端子は最低1系統搭載されている（HDMIは出力のみで入力は非搭載。普及モデルにはアナログAV入力端子非搭載のため、外部アナログ機器からのダビング不可となっているモデルもあり。2014年に入るとダブル・トリプルチューナーの普及モデルですらAV入力は搭載されなくなっている）。パナソニックは「DIGA」2013年以降モデルにおいて（ソニー「BDZ」に次いで）国内で2番目に「全機種アナログAV出力端子廃止」を完了。次いで東芝が「REGZAブルーレイ」2014年秋冬以降モデルにおいて、アナログAV出力端子を全廃している。
アンテナ入出力端子の場合、登場当初のモデルは地上波アンテナ端子がデジタルとアナログとで別々になっていたが、2008年以降製造の機種は、地上波アンテナ端子がデジタル・アナログ混合入出力へと改められ、BS・110度CSアンテナ入出力と併せて2系統に集約されている（これにより地上波アンテナ線の接続端子を間違えて地デジが映らなくなるトラブルを防止）。さらに2010年秋冬モデル以降の機種は、アナログTV放送終了が迫ったことから、地上アナログチューナーを撤去し、デジタル3波チューナーのみの搭載に改められた。
光デジタル出力端子は現在「トリプルチューナー及びチャンネル録画機能を有する上位機種のみの搭載」となり、Wチューナー・シングルチューナーの普及モデルは（2014年以降製造機種より）光デジタル出力端子を廃止した（ソニー「BDZ」と東芝「レグザブルーレイ」は2016年以降製造機種より「トリプルチューナーを搭載した上位機種も光デジタル出力端子を廃止」）。
本体側の操作ボタンも、年式が進むにつれ数が減少しており、2014年現在発売のモデルの本体ボタンは、電源・ディスクトレイの開閉といった操作しかない構成の機種が多い。結果として（録画・再生・番組予約・編集・ダビングなどといった）ほとんど全ての操作は付属のリモコンのみで行うことになり、万が一リモコンが故障・破損・紛失すると、レコーダーとしての操作がほぼ不可能になるので要注意である（万が一に備え、学習リモコンにボタンの信号を記憶させ、付属のリモコンは予備で保管しておくのが望ましい。もしくはメーカーによっては、付属リモコンの価格が安価な場合もあるため予備として注文しておくのもよい）。
メーカーによっては専用のスマートフォンアプリからWi-FiやBluetoothを経由して操作可能なBDレコーダーも発売しており、リモコンの代替に困らない機種も存在する。
アナログAV入力端子も廃止が進み、4Kチューナー内蔵の上位機種は全機種アナログAV入力と光&同軸デジタル出力端子非搭載となっている。

### その他

#### 薄型テレビと同様の機能
ネットワーク接続機能
薄型テレビと同様に、LAN端子を備えデジタルチューナーの双方向通信や有料番組購入、DLNAなどによる他の機器と連携やスカパーなどの外部チューナーとの連携、さらにはアクトビラ、YouTubeなどの動画共有サービス、Skypeによるテレビ電話に対応する機種が発売されている。
データ放送
デジタルチューナー搭載機では、薄型テレビなどと同様に、BMLによるデジタル放送のデータ放送を表示できるものが殆どである。
3D対応

## 沿革
- 2003年4月　ソニーが同社、及び世界初のBlu-ray Discレコーダー「BDZ-S77」を発売。片面1層23GBのカートリッジ付きBD-RE（Ver.1.0）を使用、HDD非搭載でDVDは再生のみの対応であった。市販の映像ソフト規格（BD-ROM）はまだ登場していなかったこと、地上デジタル放送がまだ始まっていなかったこと（本機ではBSデジタルチューナーは搭載しているが地デジ・110度CSチューナーは非搭載）や価格の高さ（発売当時の価格は約45万円）などによりBlu-rayレコーダーの普及は当時ほとんど進まなかった。そのため、3年以上も新機種が出なかった。
- 2004年
  - 7月　松下電器産業（現：パナソニック）が世界で初めてBD-RE DL（50GB）に対応したBDレコーダー「DMR-E700BD」を発売。HDD非搭載。DVD-R/-RAMへの録画も可能。BDZ-S77に比べ30万円程度にまで低価格化。地デジ内蔵機種としても初めてであった。
  - 12月　シャープが初のHDD+Blu-ray Discレコーダー「BD-HD100」を発売。160GBのHDD及び現在のところ唯一のDVDとBDのWドライブを搭載。
- 2006年
  - 7月　東芝が世界初のHD DVDレコーダー「RD-A1」を発売。1TBのHDDを搭載。以降2008年まで規格争いが続いた。
  - 11月　松下電器産業が第2世代のBDレコーダー「DMR-BR100」「DMR-BW200」を発売。世界初のBD-ROM再生、BD-R/RE（Ver.2.0）録画対応。
  - 12月　ソニーが第2世代のBDレコーダー「BDZ-V7」「BDZ-V9」を発売。BD-ROM再生対応。しかし2層非対応だったことから当時は松下電器産業に出遅れた。
- 2007年
  - 5月　シャープがBD単体レコーダー「BD-HP1」を発売。但し録画は同社製のテレビまたはハイビジョンレコーダーとi.LINK接続した場合のみに限られる為、「プレーヤー」という位置づけで販売されてきた。
  - 10月　シャープがBD単体レコーダー「BD-AV1」「BD-AV10」を発売。BDレコーダーとして初めて予想実勢価格が10万円を切った。また、同製品は業界で初めて地上アナログチューナー非搭載の録画機器となった。
  - 11月
    - 松下電器産業が第3世代のBDレコーダー「DMR-BW700」「DMR-BW800」「DMR-BW900」を発売。世界で初めてMPEG-4 AVC圧縮に対応した。
    - ソニーが第3世代のBDレコーダー「BDZ-T50」「BDZ-T70」「BDZ-L70」「BDZ-X90」を発売。松下に続きMPEG-4 AVC圧縮に対応。この時に実売10万円を切る低価格機種も登場し急速に普及が進んだ。予想を超える人気が集まり2008年1月頃までは品薄が続いたものの、レコーダー全体の台数シェアで2割・金額シェアで3割程度を占めるようになった。また前年は出遅れたソニーが約6割の圧倒的トップシェアを獲得した。また、発表会ではレコーダーの開発・生産をBD方式へ一本化することを発表した。
- 2008年
  - 2月　シャープが「BD-HDW15」「BD-HDW20」で本格的にBDレコーダーへ再参入。ただし機能面では第2世代モデルと同等で7月の第3世代モデル発売までのつなぎの位置づけであった。
  - 2月19日　東芝が競合規格であるHD DVD事業の終息を発表。BDとHD DVDの規格争いは実質的にはBDが大きく優位だったが、規格争いが続く限り多くの消費者は買い控えるとみられていた。BDの勝利が確定し、BDレコーダーの普及に弾みがついた。皮肉にも6年前の同日はBD規格の開発が発表された日であった。
  - 3月　松下電器産業が新機種「DMR-BR500」を発売。シングルチューナー・i.LINK端子なし・HDDが250GBなど割り切られた仕様により低価格化。
  - 4月　ソニーがウォークマン転送機能を備えた「BDZ-A70」及び低価格の大容量モデル「BDZ-T90」を発売。
  - この頃にレコーダー市場全体に占める販売シェアが台数で3分の1、金額で2分の1を突破し販売店のレコーダーにおける主力商品の地位がDVDレコーダーからBDレコーダーに取って代わられ始める。同時期にソニーがDVDレコーダー市場から撤退。
  - 5月　三菱電機がBDレコーダーへ参入。同時に「DVR-BZ100」「DVR-BZ200」の2機種を発売。
  - 7月
    - ダビング10が開始。コピーワンスの不便さが緩和されレコーダーの普及が加速するものと期待されている。
    - 日立製作所が松下電器産業のOEMを受けBDレコーダーへ参入。同時に「DV-BH250」（DMR-BW700のOEM）を発売。
    - シャープが同社初のMPEG-4 AVCエンコーダを搭載した第3世代モデル「BD-HDW22」「BD-HDW25」「BD-HDW30」を発売。

  - 9月
    - 松下電器産業が第4世代モデル「DMR-BW730」「DMR-DW830」「DMR-BW930」を発売。初のBD-Live、データ放送カット、アクトビラのダウンロードサービス、DLNA、5.5倍AVC圧縮、Wオートチャプターに対応。
    - ソニーが第4世代モデル「BDZ-X100」「BDZ-X95」「BDZ-L95」「BDZ-L55」「BDZ-T75」「BDZ-T55」を発売。BD-Live対応。

  - 10月
    - パナソニックが世界初のVHS搭載モデル「DMR-BR630V」を発売。ただし機能面ではデータ放送カット、5.5倍AVC圧縮、Wオートチャプター以外は第3世代モデルと同等で最新機能は非搭載。
    - シャープがシングルチューナーモデル「BD-HD22」発売。
    - パイオニアがシャープのOEMを受けBDレコーダーへ参入。同時に「BDR-WD700」（BD-HDW25のOEM）「BDR-WD900」（BD-HDW30のOEM）の2機種を発売。
    - シャープがVHS搭載モデル「BD-HDV22」発売。

  - 11月
    - 三菱電機が「DVR-BF2000」発売。
    - 日本ビクターが三菱電機のOEMを受けBDレコーダー市場に参入。
    - この時に初めてパナソニックとシャープからVHS搭載モデルが登場し広告やカタログの扱いのメインがBDレコーダーへ移行。前述のDMR-BR500の大成功によりこれまでWチューナーモデルが中心だった市場に低価格なシングルチューナーモデルが増え始める。ソニーが1TBモデルを発売し大手3社は全て1TBモデルを発売。同時期にパナソニックがDVDレコーダー事業の縮小（実売8万円以下の低価格モデルのみ継続、10万円以上の機種製造から撤退）。
- 2009年
  - 1月　日立製作所が「DV-BH250」の発売を終了。日立本体からは後継機もなくBDレコーダーから撤退したが、以後は子会社の日立リビングサプライから、パナソニックのOEM機を日立ブランドで販売。
  - 2月　パナソニックが第4.5世代モデル「DMR-BR550」「DMR-BW750」「DMR-BW850」「DMR-BW950」発売。
  - 3月　シャープが第4世代モデル「BD-HDW32」「BD-HDW35」「BD-HDW40」を発売。当時世界最長の7倍AVC記録が可能。翌月には「BD-HDS32」も発売。
  - 4月　ソニーが第4世代追加モデル「BDZ-A750」「BDZ-A950」発売。同社初のアクトビラのダウンロードサービス対応。同時にパナソニックがDVDレコーダー事業の更なる縮小（シングルチューナーモデルのみ継続、ダブルチューナーの機種製造から撤退）。
  - 9月
    - パナソニックが第5世代モデル「DMR-BR570」「DMR-BR670V」「DMR-BW570」「DRR-BW770」「DMR-BW870」「DMR-BW970」発売。
    - ソニーが第5世代モデル「BDZ-RS10」「BDZ-RX30」「BDZ-RX50」「BDZ-RX100」「BDZ-EX200」発売。

  - 10月  
    - シャープが第5世代モデル「BD-HDW43」「BD-HDW45」「BD-HDW50」発売。業界初の2番組同時AVC記録を実現。AVC記録は最大約8.5倍。
    - 三菱電機が業界初のHDD/BDレコーダー内蔵テレビ「LCD-37BHR300」「LCD-32BHR300」発売。

  - 時期不明 パイオニアがBDレコーダーから撤退し、公式サイトから製品情報が消える。
- 2010年
  - 2月　東芝からブルーレイVARDIAシリーズ発売。
  - 3月　DXアンテナがDXBW320を発売し参入。
  - 4月23日　パナソニックが世界初の3D再生対応モデル「DMR-BWT1000/2000/3000」を発売。
  - 7月　シャープが世界初のBDXL対応モデルを発売。
  - 9月中旬　パナソニックが世界で2番目にBDXL対応モデルを発売。
  - 10月　東芝がデジタル3波チューナーのみ搭載の「REGZAブルーレイRDシリーズ」を発売。BD業界で最も早く録画機より地上アナログチューナー廃止完了。
  - 11月15日　パナソニックが業界初&世界最小の「地デジ専用BDレコーダー」を発売。
  - 11月25日　パナソニックがHDD容量320GBのシングルチューナー普及モデル「DMR-BR585」を発売。
- 2011年
  - 2月5日　パナソニックが業界初の3番組（スカパーHDを合わせて4番組）同時録画対応モデル「DMR-BZT600/700/800/900」を発売。
  - 4月15日　パナソニックが初めて書き換え型BD、BD-RE XL（100GB）を発売。
  - 9月23日　シャープが初のスカパー!HDチューナー内蔵モデル3機種を発売。従来型AV入出力端子が廃止された。
  - 10月〜11月　大手メーカーがDVDレコーダーの生産を終了し、新規開発・販売はBDレコーダーへ完全移行した。
  - 12月10日　東芝が地上デジタル放送6チャンネル15日間分の番組を同時録画するタイムシフトマシン機能を備えたレコーダー「レグザサーバー DBR-M190/180」を発売。
- 2012年
  - 4月　パナソニックの「DMR-BZT920/820/725/720、DMR-BWT620/520、DMR-BRT220」がBDレコーダー初のエコマーク認定商品に。
  - 7月　LGエレクトロニクスが日本向けに同社初のBDレコーダー「BR629J/BR625J」を発売し参入。
- 2013年12月　三菱電機が単体BDレコーダーから撤退し、新規開発・販売をBDレコーダー内蔵テレビに集約する。

## 各社の製品

### 現在生産中

#### パナソニック
「ブルーレイDIGA」シリーズ。詳細はDIGAを参照。
上位機種（BWシリーズ）はi.LINK（TS）端子を搭載しているもののi.LINK（HDV）端子は非搭載（i.LINK（DV）端子はi.LINK（TS）端子と兼用で搭載）。2008年10月には当時世界初だったVHS搭載モデルを発売（第1号機:DMR-BR630V）。DVD-RAMに記録できる唯一のメーカーでもある。BD-REやBD-R DL等開発の中心企業であり現在のトップシェア（2008年末）。
2010年9月中旬からは（SPS認定）パナソニックショップ限定モデルが初登場（第1号は「DMR-BW695」）。通常の「新らくらくリモコン」に加え、ブルーレイ初心者でも使いやすい「簡単リモコン」とパナソニック純正HDMIケーブルを付属し、デジタル家電の扱いに不慣れな高齢者層でも使いやすい工夫が施されている。本製品を含めた「系列店限定モデル」はパナソニック公式サイトに全機種非掲載で、パナソニックショップに置かれているカタログ・チラシ類にのみ掲載されている。
2011年2月には業界初のトリプルチューナー搭載（スカパーHD及びケーブルTVの録画に対応し、最大4番組）の機種を発売。最上位モデルは初の3TBHDDを搭載している。
なおハイビジョンディーガはDMR-XP25Vを最後に2011年11月限りで生産終了となり、パナソニックはソニー・三菱電機に次いで3番目にBDレコーダーのみの生産へと移行した（同時期にVHS一体型ブルーレイディーガ生産もDMR-BR670Vを最後に終了）。
また2013年以降モデルより（DMR-BXT3000を皮切りに）BD業界で（ソニーに次いで）国内2番目となる「（ディーガとBDプレーヤー全機種を対象とした）アナログAV出力端子の全廃」に踏み切っており、TV受像機とはHDMIケーブルでしか繋げなくなっている。このため2005年以前製造のビエラ（LX500・PX/LX50・LD60・D65各シリーズ以前のHDMI端子非搭載=ビエラリンク非対応機種）とは組み合わせ不可（従来型アナログTV受像機における外付デジタルチューナーとしての使用も不可）。加えて（デジタルコードレスサラウンドヘッドホンなどとの組み合わせが可能な）光デジタル出力端子もディーガについては「BZTシリーズ（トリプルチューナー搭載モデル）」と「BXTシリーズ（トリプルチューナー+チャンネル録画機能搭載モデル）」のみへの搭載となり、Wチューナーモデル（BWTシリーズ）とシングルチューナーモデル（BRT/BRシリーズ）は2011年モデル（DMR-BWT510/BRT300）を最後に光デジタル出力端子を廃止した。
外付けHDDに関して、4TBまでしか対応していない。
なおパナソニックでは純正レンズクリーナー「RP-CL720A」を発売しており、ディーガのレンズクリーニングにはパナソニック純正「RP-CL720A」の使用が推奨されている。

#### シャープ
「AQUOSブルーレイ」シリーズ（自社の液晶テレビと同じ）。詳細はAQUOSを参照。
業界で最も早く（2004年12月）BD/HDDモデルを発売したメーカーである。一方で2007年以降はHDDを搭載しないBD単体レコーダーを唯一発売している。また、i.LINK（TS）端子を最も積極的に搭載しており、シングルチューナーモデルでもAQUOSのチューナーを使って2番組同時録画ができる機種も存在した。2008年末にアクオス一体型モデルを発売。業界で初めて3層・4層BD（BDXL）対応モデルを発売している。2011年に従来型のDV-AC82の生産が終了したことにより、BDレコーダーのみの生産へ移行した。
液晶テレビ一体型モデルの一部では、外付けのUSB-HDDに対応している。更にこの種の液晶テレビとしては珍しくUSB-HDDからBDへの高速ダビングも可能である。

#### ソニー
カタログ等では「ソニーのブルーレイ」と称するがシリーズ名や愛称がある訳ではなく、全機種の共通型番が「BDZ」。詳細はBDZを参照。
β（ベータマックス）を開発・販売したソニーは、同時にBD開発メーカーであり、VHSにとってのビクターと同じ立場でもある。
2003年、世界初のBDレコーダーを発表した。BDレコーダーの低価格化に火をつけ、2007年の年末商戦で大成功した。2006年以降唯一PSP、一部ウォークマン（一部機種はアナログ放送のみ）、一部FOMA（アナログ放送のみ）などの携帯機器に録画番組を転送できる機能を備えたモデルを発売している。また、i.LINK（TS）端子を備えたモデルは初号機のBDZ-S77のみである。i.LINK（HDV）端子は2006年モデル以降の上位機種に搭載されている。
2007年11月にようやく2層BDの録画に対応し、2010年9月以降のモデルで全機種ブルーレイ3D再生対応に切り替えた。
2008年に業界で初めてBDレコーダー一本化を行い、2012年10月以降モデルより、BD業界で初めて全機種アナログAV出力端子を廃止した。これによりテレビ受像機との接続手段はHDMIケーブルのみとなり、従来型アナログテレビ受像機における外付デジタルチューナーとしては使用出来ない。
量販店やソニーショップで販売されており、2018年10月以降は日立チェーンストールでも販売されている。

#### 三菱電機
「REALブルーレイ」シリーズ（自社の液晶テレビと同じ）。詳細はリアルを参照。

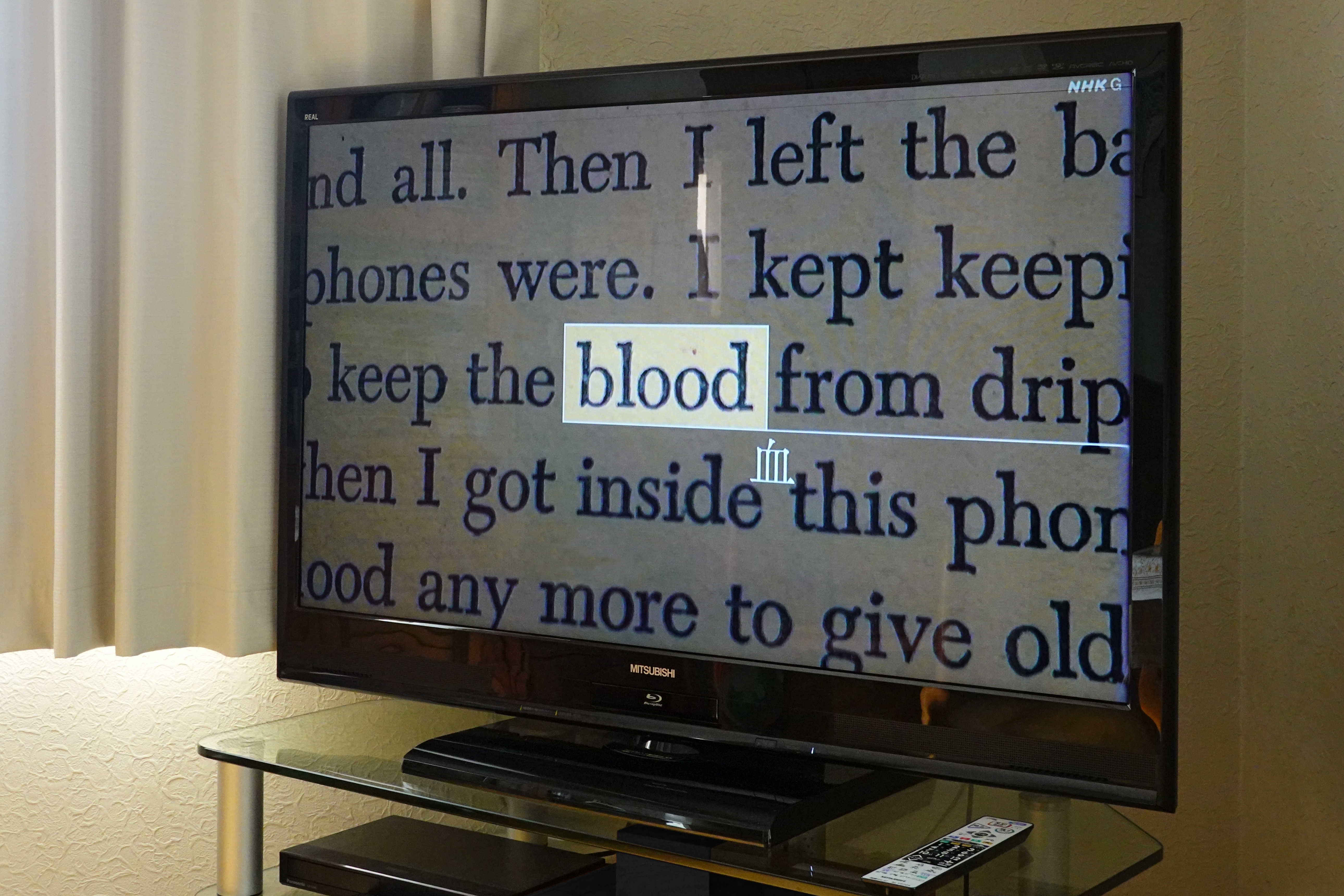
HDD・BDレコーダー内蔵テレビ「MITSUBISHI REAL LCD-46BHR500」

2008年5月にBDレコーダー第4のメーカーとして参入した。システムLSIはパナソニックのUniPhierを使用しているため一部仕様はパナソニック機と共通している。2009年に初のHDD・BDレコーダー内蔵テレビを発売。通常のレコーダーやデスクトップパソコンに用いられる5インチベイ内蔵型BDドライブを採用している。トレイローディング方式により指紋などが付きにくい出し入れが可能。ただし奥行き増加により壁掛けは不可能となる。
単体レコーダーは2012年モデルをもって終了し、以後はレコーダー一体型テレビのみの生産となる。

#### 東芝
「ブルーレイVARDIA」シリーズ→「REGZAブルーレイ」シリーズ。詳細はVARDIA、REGZAを参照。
BDに初参入の10年初春モデルでもあったD-B型番機のみ（明らかにしていないが）他社のOEMであることから従来の「VARDIA」シリーズに搭載されていた「フレーム単位でのカット編集」などの独自機能を搭載していない。2010年8月にそれら従来機能を搭載し自社の液晶テレビのブランド名を冠した、自社製の「REGZAブルーレイ」に切り替えた。特長として、REGZA機種では概ね外付けのUSB-HDDに対応している。2011年12月には液晶テレビのCELL REGZAやREGZA ZG2シリーズから継承された、BDレコーダー業界初の地上デジタル放送6チャンネル15日間分の番組を同時録画するタイムシフトマシン機能を備えた「レグザサーバー DBR-M190/180」を発売。
大手メーカーで唯一、複数の外付けHDDを4台分同時接続が可能。
なお4Kチューナー内蔵機種は2020年12月現在・BDドライブ非搭載（HDD録画機能のみの）モデル「D-4KWH209」のみであり、4K/8Kチューナー内蔵BDレコーダーを国内大手メーカーで唯一発売していない。

#### JVCケンウッド（旧：日本ビクター）
2008年11月に「らく録ブルーレイ」シリーズと題してBDレコーダー市場に参入。上記のとおり三菱電機からOEM供給を受けて販売。この時発売した機種は500GBのHDDを搭載する「DR-BX500」のみで三菱機とはフロントパネルの変更や三菱独自の一部特殊再生機能を省いたこと、リモコンを全く別の物にしたことで差別化を図っている。2009年11月に三菱のOEMでVHS一体型の「DR-BH250」を発売。どちらも生産が終了しており後継機種も発表されていない。「SR-HV250」はDR-BH250の業務用バージョンで、前面パネルの変更、タイムデート録画機能・HDD録画延長機能を付加している。「SR-HD1500」はカムコーダーからの取り込みを主目的にしているため、チューナーレスとなっている。また同機種はBDMVでの記録に対応している。一時家庭向けモデルから撤退していたが、2011年2月にデジタルアンプとFM/AMラジオチューナーを搭載した独自モデル「RyomaX RY-MA1」を発表し再参入したものの、同年10月あたりに製品サイトに生産完了の表記がなされ、再び撤退。現在は業務用製品のみ販売。

#### パイオニア（現：オンキヨー&パイオニア）
2008年10月にBDレコーダー市場に参入。上記のとおり提携しているシャープからOEM供給を受けて販売。ただし「BDR-WD900」「BDR-WD700」ではシャープ機とはフロントパネルなどの外観面やGUIの画面色の変更（レイアウトなどはほぼ同様）、同社製BDドライブの搭載、同社のプラズマテレビ「KURO」に合わせた画質アジャスト機能などの差別化を図っている。結局この2機種のみで撤退した。その後、2010年10月にBDレコーダー内蔵のCATV用セットトップボックスの「BD-V8700R」を発売。純粋なレコーダーでは無くセットトップボックス（あくまでもCATV事業者向け商品のため市販品ではない）だが事実上の再参入。現在はその後継機の「BD-V8701R」を発売中。

#### DXアンテナ
VHS一体型モデルのDXBW320を2010年3月に発売し、参入。同年11月にはVHS非搭載モデルのDXBS320とDXBS1000を発売。全て基本的には三菱電機、日本ビクター（DR-BV500/DR-BH250）、東芝（D型番）と同型（ただし、それぞれ一部機能と外観が異なる）。

#### LGエレクトロニクス
2012年7月に1TB HDD搭載の「BR629J」と500GB HDD搭載の「BR625J」を日本国内向けに発売し、参入。基本的には三菱電機の物と同型（ただし、外観やリモコンの形状が異なるのと、特殊再生などの一部機能が省かれている）であり、かつ船井電機からのOEM製品である。

#### マクセル
「アイヴィブルー/iV BLUE」シリーズ。
2013年3月21日、iVDRスロットを搭載したHDD内蔵BDレコーダーを発売（世界初）。数枚のBDに分散した連続物の番組をHDDに書き戻し（ムーブバック）、1本のiVDR-Sに集約・ライブラリ化する等といった新たな活用法を提案した。1台で、3種類の異なる著作権保護システム（CPRM/AACS/SAFIA）に対応する民生用録画機器でもある。
2014年10月6日、後継機種となる BIV-TW1000/WS1000 を発表。同社製品では初めてDLNAサーバー機能を搭載。トリプル3波チューナーを積むTW1000はiVDRスロットを2基装備し（世界初）、同時利用も可能であるほか、市販ブルーレイソフト映像の4K/24Pアップコンバート出力も可能。同年10月15日に発売。

### 自社生産撤退及び他社OEM品のみに変更

#### 日立製作所
以前は自社開発機を計画していたが、2007年9月限りでDVDレコーダーから事実上撤退したため、計画は頓挫することとなった。
2008年7月に「DV-BH250」を発売したが、これはパナソニックのOEMである。原則として日立チェーンストールのみでの取り扱いとなり、量販店では取り扱わなかった。
2009年7月に後継機となるDVL-BR9を日立リビングサプライより発売（パナソニックDMR-BW750のOEMで、HDMI連動機能「Woooリンク」はパナソニックの「ビエラリンク」と同一規格。系列店「日立チェーンストール」のみで販売）。以降はパナソニックのOEM・日立チェーンストールの専売でBDレコーダーを販売。
HDD・BD内蔵テレビについても、三菱のBHR400シリーズのOEMとしてXB07シリーズを発売していた。

#### 日立リビングサプライ
親会社「日立製作所」のBD/DVDレコーダー生産撤退に伴い、パナソニックよりOEM供給を受ける形で系列店「日立チェーンストール」向けBDレコーダーを販売していたが、「DVL-BRT12」を最後に2012年限りで販売終了。
翌2013年以降、日立チェーンストールには本家パナソニックの「DIGA」が供給されている（HDMI連動機能「ビエラリンク」が日立「Woooリンク」と同一規格であるため）。

### 機能比較
メーカーごとの、現行かつ主要機種の機能を比較する。
| メーカー                           | パナソニック         | パナソニック         | ソニー             | ソニー             | ソニー               | シャープ             | 東芝                    | 東芝                    | 東芝                    | 日立マクセル         |
| ---------------------------------- | -------------------- | -------------------- | ------------------ | ------------------ | -------------------- | -------------------- | ----------------------- | ----------------------- | ----------------------- | -------------------- |
| ブランド                           | DIGA                 | DIGA                 |                    |                    |                      | AQUOS                | REGZA                   | REGZA                   | REGZA                   | iV BLUE              |
| 機種                               | BWT650/550           | BZT9300 /830/750     | BDZ- AT*00         | BDZ- AX*000        | BDZ-SKP75            | BD-W                 | RD- X10                 | DBR- T360/350           | DBR- Z320/310           | BIV- TW1000          |
| HDMI端子リンク                     | ビエラリンク         | ビエラリンク         | ブラビアリンク     | ブラビアリンク     | ブラビアリンク       | AQUOSファミリンクII  | REGZA LINK              | REGZA LINK              | REGZA LINK              | 主要操作 に対応      |
| DLNAサーバ機能                     | お部屋ジャンプリンク | お部屋ジャンプリンク | ソニールームリンク | ソニールームリンク | ソニールームリンク   | ホームネットワーク   | ○                       | ○                       | ○                       | ○                    |
| 無線LAN                            | 内蔵/対応            | 内蔵                 |                    |                    |                      | 内蔵                 |                         | 対応                    | 対応                    |                      |
| i.LINK端子                         | TS/DV                | TS/DV                | ×                  | HDV/DV             | ×                    | ×                    | TS/DV                   | TS/DV                   | ×                       | ×                    |
| 3D                                 | ○                    | ○                    | ○                  | ○                  | ○                    | ○                    | ○                       | ○                       | ○                       | ○                    |
| 番組自動録画                       | 新番組               | 新番組               | ○                  | ○                  | ○                    | キーワード           | キーワード お楽しみ番組 | キーワード お楽しみ番組 | キーワード お楽しみ番組 | ○                    |
| データ放送記録                     | 字幕                 | 字幕                 | 字幕               | 字幕               | 字幕                 | ○                    | ×                       | ×                       | ×                       | 字幕                 |
| スカパー!HD チューナー接続         | ○                    | ○                    | ○                  | ○                  | 内蔵                 | 内蔵                 | ○                       | ○                       | ○                       | ○                    |
| MPEG-4 AVC 圧縮（最大）            | 15倍                 | 15倍                 | 11倍               | 11倍               | 11倍                 | 10/12倍              | 12倍                    | 10倍                    | 10倍                    | 12倍                 |
| AVC圧縮録画時の AAC無劣化録音      | ○                    | ○                    | ×                  | ×                  | ×                    | ○                    | ×                       | ×                       | ×                       | ×                    |
| チューナー数                       | 3（スカパー!HD含む） | 4（スカパー!HD含む） | 2                  | 2                  | 3（スカパー!HD含む） | 3（スカパー!HD含む） | 2                       | 3                       | 2                       | 4（スカパー!HD含む） |
| AVC圧縮 同時録画番組数             | 3                    | 4                    | 2                  | 2                  | 3                    | 3                    | 1                       | 3                       | 2                       | 3                    |
| オートチャプター 機能              | 3番組 同時           | 4番組 同時           | 2番組 同時         | 2番組 同時         | 3番組 同時           | ○                    | ○                       | 3番組 同時              | 2番組 同時              | 4番組 同時           |
| 内蔵HDD容量                        | 1T/ 500GB            | 3T/2T /1TB           | 320G/ 500G/ 1TB    | 1T/ 2TB            | 1TB                  | 2T/1T/ 500GB         | 2TB                     | 2T/ 1TB                 | 1T/ 500GB               | 1TB                  |
| 内蔵HDD ハイビジョン 最大録画時間  | 1350/ 675時間        | 4050/ 2700/ 1350時間 | 286/ 469/ 977時間  | 977/ 1992時間      | 469時間              | 1807/ 1079/283時間   | 2220 時間               | 2220/ 1089 時間         | 1089/ 460 時間          | 1089時間             |
| 50GB BD ハイビジョン 最大録画時間  | 65時間               | 65時間               | 49時間10分         | 49時間10分         | 49時間10分           | 49時間50分           | 76時間                  | 76時間                  | 76時間                  | 53時間               |
| 100GB BD ハイビジョン 最大録画時間 | 130時間              | 130時間              | 98時間 35分        | 98時間 35分        | 98時間 35分          | 87/ 104時間          | －                      | －                      | －                      | 107時間              |
| USB-HDD 外付け対応                 | ○                    | ○                    | 一部               | ○                  | ○                    | ×                    | ○                       | ○                       | ○                       | ×                    |
| BDからHDDへの ムーブバック         | ○                    | ○                    | バージョン アップ  | バージョン アップ  | ○                    | ×                    | ×                       | ○                       | ○                       | ○                    |
| DVDへのAVCREC                      | ○                    | ○                    | ×                  | ×                  | ×                    | ×                    | ○                       | ○                       | ○                       | ○                    |
| DVD-RAM録画                        | ○                    | ○                    | ×                  | ×                  | ×                    | ×                    | ×                       | ×                       | ×                       | ×                    |
| メモリーカード スロット            | SD                   | SD                   | ×                  | ×                  | ×                    | ×                    | ×                       | ×                       | ×                       | SD                   |
| BD-LIVE                            | ○                    | ○                    | ○                  | ○                  | ○                    | ○                    | ○                       | ○                       | ○                       | ○                    |
| Skype対応                          | ×                    | ○                    |                    |                    |                      |                      |                         |                         |                         |                      |
| YouTube対応                        |                      |                      |                    |                    |                      |                      |                         |                         |                         |                      |
| アクトビラ対応                     | ○                    | ○                    | ○                  | ○                  | ○                    | ストリーミング のみ  | ×                       | ×                       | ×                       | ○                    |
| 携帯電話への 録画番組転送          | ○                    | ○                    | 一部               | 一部               | ×                    | ○                    | ×                       | ×                       | ×                       | ○                    |
| 音楽CDからの録音                   | ○                    | ○                    | ×                  | ×                  | ×                    | ×                    | ○                       | ○                       | ○                       | ×                    |

※表の全機種：BD-RE Ver.1.0 録画再生不可、BD-R/RE DL録画およびDVD-R DL録画可能

## BDレコーダーに関する注意点
DVDレコーダーにおけるコピー制御の各仕様や使用方法に関しては、BDレコーダーにおいてもほぼそのまま当てはまる。これについてはDVDレコーダー#DVDレコーダーに関する注意点内の、該当するコピー制御・コピーワンス・ダビング10などの関連記述および各関連項目を参照のこと）。
また、従来のVTRにおける使用法、操作性と比較して、DVDレコーダーにおいて注意すべき主な点についても、DVDレコーダー#DVDレコーダーに関する注意点を参照のこと。
以下は、また、従来のDVDレコーダーにおける使用法、操作性と比較して、BDレコーダーにおいて注意すべき主な点を以下に記述する。
- DVD程にはメディアの種類、記録方式が乱立してはいないが、技術の進歩に伴いBD-R/RE/ROMそれぞれ、細かい規格バージョンの差異があり、古い機器で新バージョンのメディア[注 18]を使う場合は対応の有無に注意が必要である。
- 新フォーマットである大容量（100GB〜）メディア・BDXLは2010年7月以降の機種で採用、基本的にBDの後方互換である。
- MPEG-4 AVCの記録方式は互換性が低い。
- デジタル放送には全方式で対応しており、DVDにおけるようなCPRMの考慮は不要である。録画フォーマットも書き込み式メディアではBDAVに統一されている。
- 著作権保護技術AACSのバージョン更新に注意が必要であり、そのためには地上デジタル、BSデジタルまたはインターネットのいずれかに接続されていることが必要である（機種による）。
- BDレコーダーでのDVDメディアを使う場合、各種メディアや記録方式への対応は各社毎に大きく異なる（これはDVDレコーダーにおける状況と相似している）。これは、DVDレコーダーからの買い替えの際、ユーザー手持ちの録画済みメディアとの互換性について重要な考慮すべき点となる。

## BDレコーダー一覧
価格の安い順。個人購入ができない業務用機は除く。

### パナソニック（旧：松下電器産業）
第1世代
- DMR-E700BD（HDD：なし）

第2世代
- DMR-BR100（HDD：200GB）
- DMR-BW200（HDD：500GB、Wチューナー）

第3世代
- DMR-BR500（HDD：250GB、AVCREC搭載）
- DMR-BW700（HDD：250GB、AVCREC搭載、Wチューナー）
- DMR-BW800（HDD：500GB、AVCREC搭載、Wチューナー）
- DMR-BW900（HDD：1TB、AVCREC搭載、Wチューナー）

第4世代
- DMR-BW730（HDD：320GB、AVCREC搭載、Wチューナー）
- DMR-BW830（HDD：500GB、AVCREC搭載、Wチューナー）
- DMR-BW930（HDD：1TB、AVCREC搭載、Wチューナー）

第5世代
- DMR-BR550（HDD：250GB、AVCREC搭載）
- DMR-BR630V（HDD：320GB、AVCREC搭載、VHS一体型）
- DMR-BW750（HDD：320GB、AVCREC搭載、Wチューナー）
- DMR-BW850（HDD：500GB、AVCREC搭載、Wチューナー）
- DMR-BW950（HDD：1TB、AVCREC搭載、Wチューナー）

第6世代
- DMR-BR570（HDD：320GB、AVCREC搭載）
- DMR-BR670V（HDD：320GB、AVCREC搭載、VHS一体型）
- DMR-BW870（HDD：1TB、AVCREC搭載、Wチューナー）
- DMR-BW970（HDD：2TB、AVCREC搭載、Wチューナー）

第7世代
- DMR-BR580（HDD：500GB、AVCREC搭載）
- DMR-BW680（HDD：500GB、AVCREC搭載、Wチューナー）
- DMR-BW780（HDD：750GB、AVCREC搭載、Wチューナー）
- DMR-BW880（HDD：1TB、AVCREC搭載、Wチューナー）
- DMR-BWT1000（HDD：750GB、AVCREC搭載、Wチューナー、ブルーレイ3D再生対応）
- DMR-BWT2000（HDD：1TB、AVCREC搭載、Wチューナー、ブルーレイ3D再生対応）
- DMR-BWT3000（HDD：2TB、AVCREC搭載、Wチューナー、ブルーレイ3D再生対応）

第8世代
- DMR-BF200（HDD：320GB、BS・110度CSデジタルチューナー非搭載）
- DMR-BR585（HDD：320GB、AVCREC搭載、100GB BD使用可能）
- DMR-BR590（HDD：500GB、AVCREC搭載、100GB BD使用可能）
- DMR-BW690（HDD：500GB、AVCREC搭載、Wチューナー、100GB BD使用可能）
- DMR-BW890（HDD：1TB、AVCREC搭載、Wチューナー、100GB BD使用可能）
- DMR-BWT1100（HDD：500GB、AVCREC搭載、Wチューナー、ブルーレイ3D再生対応、100GB BD使用可能）
- DMR-BWT2100（HDD：1TB、AVCREC搭載、Wチューナー、ブルーレイ3D再生対応、100GB BD使用可能）
- DMR-BWT3100（HDD：2TB、AVCREC搭載、Wチューナー、ブルーレイ3D再生対応、100GB BD使用可能）

第9世代
- DMR-BR30（HDD：別売り、AVCREC搭載、100GB BD使用可能、地デジ専用）
- DMR-BRT300（HDD：500GB、AVCREC搭載、ブルーレイ3D再生対応、100GB BD使用可能）
- DMR-BWT500（HDD：500GB、AVCREC搭載、Wチューナー、ブルーレイ3D再生対応、100GB BD使用可能）
- DMR-BZT600（HDD：500GB、AVCREC搭載、トリプルチューナー、ブルーレイ3D再生対応、100GB BD使用可能）
- DMR-BZT700（HDD：1TB、AVCREC搭載、トリプルチューナー、ブルーレイ3D再生対応、100GB BD使用可能）
- DMR-BZT800（HDD：2TB、AVCREC搭載、トリプルチューナー、ブルーレイ3D再生対応、100GB BD使用可能）
- DMR-BZT900（HDD：3TB、AVCREC搭載、トリプルチューナー、ブルーレイ3D再生対応、100GB BD使用可能）

第10世代
- DMR-BRT210（HDD：500GB、AVCREC搭載、ブルーレイ3D再生対応、100GB BD使用可能）
- DMR-BWT510（HDD：500GB、AVCREC搭載、Wチューナー、ブルーレイ3D再生対応、100GB BD使用可能）
- DMR-BZT710（HDD：500GB、AVCREC搭載、トリプルチューナー、ブルーレイ3D再生対応、100GB BD使用可能）
- DMR-BZT810（HDD：1TB、AVCREC搭載、トリプルチューナー、ブルーレイ3D再生対応、100GB BD使用可能）
- DMR-BZT910（HDD：2TB、AVCREC搭載、トリプルチューナー、ブルーレイ3D再生対応、100GB BD使用可能）
- DMR-BZT9000（HDD：3TB、AVCREC搭載、トリプルチューナー、ブルーレイ3D再生対応、100GB BD使用可能）

第11世代
- DMR-BRT220（HDD：500GB、AVCREC搭載、ブルーレイ3D再生対応、100GB BD使用可能）
- DMR-BWT520（HDD：500GB、AVCREC搭載、Wチューナー、ブルーレイ3D再生対応、100GB BD使用可能）
- DMR-BWT620（HDD：1TB、AVCREC搭載、Wチューナー、ブルーレイ3D再生対応、100GB BD使用可能）
- DMR-BZT720（HDD：500GB、AVCREC搭載、トリプルチューナー、ブルーレイ3D再生対応、100GB BD使用可能）
- DMR-BZT820（HDD：1TB、AVCREC搭載、トリプルチューナー、ブルーレイ3D再生対応、100GB BD使用可能）
- DMR-BZT920（HDD：2TB、AVCREC搭載、トリプルチューナー、ブルーレイ3D再生対応、100GB BD使用可能）

第12世代
- DMR-BR130（HDD：320GB、AVCREC搭載、ブルーレイ3D再生対応、100GB BD使用可能）
- DMR-BRT230（HDD：500GB、AVCREC搭載、ブルーレイ3D再生対応、100GB BD使用可能）
- DMR-BWT530（HDD：500GB、AVCREC搭載、Wチューナー、ブルーレイ3D再生対応、100GB BD使用可能）
- DMR-BWT630（HDD：1TB、AVCREC搭載、Wチューナー、ブルーレイ3D再生対応、100GB BD使用可能）
- DMR-BZT730（HDD：2TB、AVCREC搭載、トリプルチューナー、ブルーレイ3D再生対応、100GB BD使用可能）
- DMR-BZT830（HDD：3TB、AVCREC搭載、トリプルチューナー、ブルーレイ3D再生対応、100GB BD使用可能）
- DMR-BZT9300（HDD：3TB、AVCREC搭載、トリプルチューナー、ブルーレイ3D再生対応、100GB BD使用可能）

第13世代
- DMR-BRT250（HDD：500GB、AVCREC搭載、ブルーレイ3D再生対応、100GB BD使用可能）
- DMR-BWT550（HDD：500GB、AVCREC搭載、Wチューナー、ブルーレイ3D再生対応、100GB BD使用可能）
- DMR-BWT650（HDD：1TB、AVCREC搭載、Wチューナー、ブルーレイ3D再生対応、100GB BD使用可能）
- DMR-BZT750（HDD：2TB、AVCREC搭載、トリプルチューナー、ブルーレイ3D再生対応、100GB BD使用可能）
- DMR-BXT3000（HDD：500GB、AVCREC搭載、トリプルチューナー、ブルーレイ3D再生対応、100GB BD使用可能、RS-232C端子搭載）
- DMR-T3000R（HDD：2TB、AVCREC搭載、6チャンネル録画チューナー、ブルーレイ3D再生対応、100GB BD使用可能）

第14世代
- DMR-BR160（HDD：320GB、AVCREC搭載、ブルーレイ3D再生対応、100GB BD使用可能）
- DMR-BRT260（HDD：500GB、AVCREC搭載、ブルーレイ3D再生対応、100GB BD使用可能）
- DMR-BWT560（HDD：500GB、AVCREC搭載、Wチューナー、ブルーレイ3D再生対応、100GB BD使用可能）
- DMR-BWT660（HDD：1TB、AVCREC搭載、Wチューナー、ブルーレイ3D再生対応、100GB BD使用可能）
- DMR-BZT760（HDD：2TB、AVCREC搭載、トリプルチューナー、ブルーレイ3D再生対応、100GB BD使用可能）
- DMR-BZT860（HDD：3TB、AVCREC搭載、トリプルチューナー、ブルーレイ3D再生対応、100GB BD使用可能）
- DMR-BZT9600（HDD：3TB、AVCREC搭載、トリプルチューナー、ブルーレイ3D再生対応、100GB BD使用可能、4K対応）

第15世代
- DMR-BRS500（HDD：500GB、AVCREC搭載、ブルーレイ3D再生対応、100GB BD使用可能）
- DMR-BRW500（HDD：500GB、AVCREC搭載、Wチューナー、ブルーレイ3D再生対応、100GB BD使用可能）
- DMR-BRW1000（HDD：1TB、AVCREC搭載、Wチューナー、ブルーレイ3D再生対応、100GB BD使用可能）
- DMR-BRZ1000（HDD：1TB、AVCREC搭載、トリプルチューナー、ブルーレイ3D再生対応、100GB BD使用可能）
- DMR-BRZ2000（HDD：2TB、AVCREC搭載、トリプルチューナー、ブルーレイ3D再生対応、100GB BD使用可能）
- DMR-BXT870（HDD：3TB、AVCREC搭載、トリプルチューナー、ブルーレイ3D再生対応、100GB BD使用可能）
- DMR-BXT970（HDD：5TB、AVCREC搭載、トリプルチューナー、ブルーレイ3D再生対応、100GB BD使用可能）

第16世代
- DMR-BRS510（HDD：500GB、AVCREC搭載、ブルーレイ3D再生対応、100GB BD使用可能）
- DMR-BRW510（HDD：500GB、AVCREC搭載、Wチューナー、ブルーレイ3D再生対応、100GB BD使用可能）
- DMR-BRW1010（HDD：1TB、AVCREC搭載、Wチューナー、ブルーレイ3D再生対応、100GB BD使用可能）
- DMR-BRZ1010（HDD：1TB、AVCREC搭載、トリプルチューナー、ブルーレイ3D再生対応、100GB BD使用可能）
- DMR-BRX2000（HDD：2TB、AVCREC搭載、トリプルチューナー、ブルーレイ3D再生対応、100GB BD使用可能）
- DMR-BRG2010（HDD：2TB、AVCREC搭載、6チャンネル録画チューナー、ブルーレイ3D再生対応、100GB BD使用可能）
- DMR-BRX4000（HDD：4TB、AVCREC搭載、トリプルチューナー、ブルーレイ3D再生対応、100GB BD使用可能）
- DMR-BRX6000（HDD：6TB、AVCREC搭載、トリプルチューナー、ブルーレイ3D再生対応、100GB BD使用可能）
- DMR-UBZ1（HDD：3TB、AVCREC搭載、トリプルチューナー、ブルーレイ3D再生対応、Ultra HD Blu-ray再生対応、100GB BD使用可能）

第17世代
- DMR-BRS520（HDD：500GB、AVCREC搭載、ブルーレイ3D再生対応、100GB BD使用可能）
- DMR-BRW520（HDD：500GB、AVCREC搭載、Wチューナー、ブルーレイ3D再生対応、100GB BD使用可能）
- DMR-BRW1020（HDD：1TB、AVCREC搭載、Wチューナー、ブルーレイ3D再生対応、100GB BD使用可能）
- DMR-BRZ1020（HDD：1TB、AVCREC搭載、トリプルチューナー、ブルーレイ3D再生対応、100GB BD使用可能）
- DMR-BRG2020（HDD：2TB、AVCREC搭載、6チャンネル録画チューナー、ブルーレイ3D再生対応、100GB BD使用可能）
- DMR-BRX2020（HDD：2TB、AVCREC搭載、トリプルチューナー、ブルーレイ3D再生対応、100GB BD使用可能）
- DMR-UBZ1020（HDD：1TB、AVCREC搭載、トリプルチューナー、ブルーレイ3D再生対応、100GB BD使用可能）
- DMR-UBZ2020（HDD：2TB、AVCREC搭載、トリプルチューナー、ブルーレイ3D再生対応、100GB BD使用可能）
- DMR-BRX4020（HDD：4TB、AVCREC搭載、トリプルチューナー、ブルーレイ3D再生対応、100GB BD使用可能）
- DMR-BRX7020（HDD：7TB、AVCREC搭載、トリプルチューナー、ブルーレイ3D再生対応、100GB BD使用可能）

### シャープ
第1世代
- BD-HD100（HDD：160GB）

第3世代（機能面では第2世代相当）
- BD-HDW15（HDD：500GB、Wチューナー）
- BD-HDW20（HDD：1TB、Wチューナー）

第3世代
- BD-HD22（HDD：250GB）
- BD-HDW22（HDD：250GB、Wチューナー）
- BD-HDW25（HDD：500GB、Wチューナー）
- BD-HDW30（HDD：1TB、Wチューナー）
- BD-AV1（HDD：なし、2層非対応、アナログチューナー非搭載）
- BD-AV10（HDD：なし、アナログチューナー非搭載）
- BD-HDS32（HDD：250GB）
- BD-HDV22（HDD：250GB、VHS一体型）

第4世代
- BD-HDW32（HDD：250GB、Wチューナー）
- BD-HDW35（HDD：500GB、Wチューナー）
- BD-HDW40（HDD：1TB、Wチューナー）
- BD-HDS43（HDD：320GB）
- BD-HDW43（HDD：320GB、Wチューナー）
- BD-HDW45（HDD：500GB、Wチューナー）
- BD-HDW50（HDD：1TB、Wチューナー）

第5世代
- BD-AV70（HDD：なし、アナログチューナー非搭載、ブルーレイ3D再生対応、100GB BD使用可能）
- BD-HDS53（HDD：320GB）
- BD-HDS55（HDD：500GB）
- BD-HDS63（HDD：320GB、ブルーレイ3D再生対応、100GB BD使用可能）[注 19]
- BD-HDS65（HDD：500GB、100GB BD使用可能）
- BD-HDW53（HDD：320GB、Wチューナー）
- BD-HDW55（HDD：500GB、Wチューナー）
- BD-HDW63（HDD：320GB、Wチューナー、100GB BD使用可能）
- BD-HDW65（HDD：500GB、Wチューナー、100GB BD使用可能）
- BD-HDW70（HDD：1TB、Wチューナー、ブルーレイ3D再生対応、100GB BD使用可能）
- BD-HDW700（HDD：2TB、Wチューナー、ブルーレイ3D再生対応、100GB BD使用可能）

第6世代
- BD-D1（HDD：なし、ブルーレイ3D再生対応、100GB BD使用可能）
- BD-H30（HDD：320GB、ブルーレイ3D再生対応、100GB BD使用可能）
- BD-H50（HDD：500GB、ブルーレイ3D再生対応、100GB BD使用可能）
- BD-HDW73（HDD：320GB、Wチューナー、ブルーレイ3D再生対応、100GB BD使用可能）
- BD-HDW75（HDD：500GB、Wチューナー、ブルーレイ3D再生対応、100GB BD使用可能）
- BD-HDW80（HDD：1TB、Wチューナー、ブルーレイ3D再生対応、100GB BD使用可能）

第7世代
- BD-W500（HDD：500GB、Wチューナー+スカパー!HDチューナー、ブルーレイ3D再生対応、100GB BD使用可能）
- BD-W1000（HDD：1TB、Wチューナー+スカパー!HDチューナー、ブルーレイ3D再生対応、100GB BD使用可能）
- BD-W2000（HDD：2TB、Wチューナー+スカパー!HDチューナー、ブルーレイ3D再生対応、100GB BD使用可能）

第8世代
- BD-H51（HDD：500GB、ブルーレイ3D再生対応、100GB BD使用可能）
- BD-HW51（HDD：500GB、Wチューナー、ブルーレイ3D再生対応、100GB BD使用可能）
- BD-W510（HDD：500GB、Wチューナー+スカパー!HDチューナー、ブルーレイ3D再生対応、100GB BD使用可能）
- BD-W1100（HDD：1TB、Wチューナー+スカパー!HDチューナー、ブルーレイ3D再生対応、100GB BD使用可能）
- BD-W2100（HDD：2TB、Wチューナー+スカパー!HDチューナー、ブルーレイ3D再生対応、100GB BD使用可能）

第9世代
- BD-S520（HDD：500GB、ブルーレイ3D再生対応、100GB BD使用可能）
- BD-W520（HDD：500GB、Wチューナー、ブルーレイ3D再生対応、100GB BD使用可能）
- BD-W1200（HDD：1TB、Wチューナー、ブルーレイ3D再生対応、100GB BD使用可能）

第10世代
- BD-W515（HDD：500GB、Wチューナー、ブルーレイ3D再生対応、100GB BD使用可能）
- BD-W1300（HDD：1TB、Wチューナー、ブルーレイ3D再生対応、100GB BD使用可能）
- BD-T1300（HDD：1TB、トリプルチューナー、ブルーレイ3D再生対応、100GB BD使用可能）

第11世代
- BD-SP1000（HDD：1TB、Wチューナー+スカパー!HDチューナー、ブルーレイ3D再生対応、100GB BD使用可能）
- BD-W2300（HDD：2TB、Wチューナー、ブルーレイ3D再生対応、100GB BD使用可能）
- BD-T2300（HDD：1TB、トリプルチューナー、ブルーレイ3D再生対応、100GB BD使用可能）

第12世代
- BD-S550（HDD：500GB、ブルーレイ3D再生対応、100GB BD使用可能）
- BD-W550（HDD：500GB、Wチューナー、ブルーレイ3D再生対応、100GB BD使用可能）
- BD-W1500（HDD：1TB、Wチューナー、ブルーレイ3D再生対応、100GB BD使用可能）
- BD-T1500（HDD：1TB、トリプルチューナー、ブルーレイ3D再生対応、100GB BD使用可能）
- BD-T2500（HDD：2TB、トリプルチューナー、ブルーレイ3D再生対応、100GB BD使用可能）

第13世代
- BD-S560（HDD：500GB、ブルーレイ3D再生対応、100GB BD使用可能）
- BD-W560（HDD：500GB、Wチューナー、ブルーレイ3D再生対応、100GB BD使用可能）
- BD-W1600（HDD：1TB、Wチューナー、ブルーレイ3D再生対応、100GB BD使用可能）
- BD-T1650（HDD：1TB、トリプルチューナー、ブルーレイ3D再生対応、100GB BD使用可能）
- BD-W2600（HDD：2TB、Wチューナー、ブルーレイ3D再生対応、100GB BD使用可能）
- BD-T2600（HDD：2TB、トリプルチューナー、ブルーレイ3D再生対応、100GB BD使用可能）
- BD-T3600（HDD：3TB、トリプルチューナー、ブルーレイ3D再生対応、100GB BD使用可能）

第14世代
- BD-S570（HDD：500GB、ブルーレイ3D再生対応、100GB BD使用可能）
- BD-W570（HDD：500GB、Wチューナー、ブルーレイ3D再生対応、100GB BD使用可能）
- BD-W1700（HDD：1TB、Wチューナー、ブルーレイ3D再生対応、100GB BD使用可能）
- BD-T1700（HDD：1TB、トリプルチューナー、ブルーレイ3D再生対応、100GB BD使用可能）
- BD-W2700（HDD：2TB、Wチューナー、ブルーレイ3D再生対応、100GB BD使用可能）
- BD-T2700（HDD：2TB、トリプルチューナー、ブルーレイ3D再生対応、100GB BD使用可能）
- BD-T3700（HDD：3TB、トリプルチューナー、ブルーレイ3D再生対応、100GB BD使用可能）

第15世代
- BD-S580（HDD：500GB、ブルーレイ3D再生対応、100GB BD使用可能）
- BD-W580（HDD：500GB、Wチューナー、ブルーレイ3D再生対応、100GB BD使用可能）
- BD-W1800（HDD：1TB、Wチューナー、ブルーレイ3D再生対応、100GB BD使用可能）
- BD-T1800（HDD：1TB、トリプルチューナー、ブルーレイ3D再生対応、100GB BD使用可能）
- BD-W2800（HDD：2TB、Wチューナー、ブルーレイ3D再生対応、100GB BD使用可能）
- BD-T2800（HDD：2TB、トリプルチューナー、ブルーレイ3D再生対応、100GB BD使用可能）
- BD-T3800（HDD：3TB、トリプルチューナー、ブルーレイ3D再生対応、100GB BD使用可能）

第16世代
- BD-NS500（HDD：500GB、ブルーレイ3D再生対応、100GB BD使用可能）
- BD-NW500（HDD：500GB、Wチューナー、ブルーレイ3D再生対応、100GB BD使用可能）
- BD-NW1000（HDD：1TB、Wチューナー、ブルーレイ3D再生対応、100GB BD使用可能）
- BD-WW1000（HDD：1TB、Wチューナー、ブルーレイ3D再生対応、100GB BD使用可能）
- BD-NT1000（HDD：1TB、トリプルチューナー、ブルーレイ3D再生対応、100GB BD使用可能）
- BD-NW2000（HDD：2TB、Wチューナー、ブルーレイ3D再生対応、100GB BD使用可能）
- BD-NT2000（HDD：2TB、トリプルチューナー、ブルーレイ3D再生対応、100GB BD使用可能）
- BD-NT3000（HDD：3TB、トリプルチューナー、ブルーレイ3D再生対応、100GB BD使用可能）

第17世代
- BD-NS510（HDD：500GB、ブルーレイ3D再生対応、100GB BD使用可能）
- BD-NW510（HDD：500GB、Wチューナー、ブルーレイ3D再生対応、100GB BD使用可能）
- BD-NW1100（HDD：1TB、Wチューナー、ブルーレイ3D再生対応、100GB BD使用可能）
- BD-WW1100（HDD：1TB、Wチューナー、ブルーレイ3D再生対応、100GB BD使用可能）
- BD-NW2100（HDD：2TB、Wチューナー、ブルーレイ3D再生対応、100GB BD使用可能）
- BD-UT1100（HDD：1TB、トリプルチューナー、ブルーレイ3D再生対応、100GB BD使用可能）
- BD-UT2100（HDD：2TB、トリプルチューナー、ブルーレイ3D再生対応、100GB BD使用可能）
- BD-UT3100（HDD：3TB、トリプルチューナー、ブルーレイ3D再生対応、100GB BD使用可能）

### ソニー
第1世代
- BDZ-S77（HDD：なし、世界初のBDレコーダー）

第2世代
- BDZ-V7（HDD：250GB、Wチューナー、2層非対応）
- BDZ-V9（HDD：500GB、Wチューナー、2層非対応、PSP転送機能搭載）

第3世代
- BDZ-T50（HDD：250GB）
- BDZ-T70（HDD：320GB、Wチューナー）
- BDZ-T90（HDD：500GB、Wチューナー）
- BDZ-L70（HDD：320GB、Wチューナー、ハンディカム連携機能搭載）
- BDZ-A70（HDD：320GB、Wチューナー、PSP/ウォークマン転送機能搭載、最後のBD-RE（Ver.1.0）再生対応機種）
- BDZ-X90（HDD：500GB、Wチューナー、PSP転送機能搭載）

第4世代
- BDZ-L55（HDD：320GB、ハンディカム連携機能搭載）
- BDZ-T55（HDD：320GB）
- BDZ-T75（HDD：320GB、Wチューナー）
- BDZ-L95（HDD：500GB、Wチューナー、ハンディカム連携機能搭載）
- BDZ-A750（HDD：320GB、Wチューナー、録画番組やダウンロード済みのアクトビラ・ビデオをPSP/ウォークマンへ転送する機能搭載）
- BDZ-A950（HDD：500GB、Wチューナー、録画番組やダウンロード済みのアクトビラ・ビデオをPSP/ウォークマンへ転送する機能搭載）
- BDZ-X95（HDD：500GB、Wチューナー、録画番組をPSP/ウォークマンへ転送する機能搭載）
- BDZ-X100（HDD：1TB、Wチューナー、録画番組をPSP/ウォークマンへ転送する機能搭載）

第5世代
- BDZ-RS10（HDD：320GB）
- BDZ-RX30（HDD：320GB、Wチューナー）
- BDZ-RX50（HDD：500GB、Wチューナー）
- BDZ-RX100（HDD：1TB、Wチューナー）
- BDZ-EX200（HDD：2TB、Wチューナー）

第6世代
- BDZ-RS15（HDD：320GB）
- BDZ-RX35（HDD：320GB、Wチューナー）
- BDZ-RX55（HDD：500GB、Wチューナー）
- BDZ-RX105（HDD：1TB、Wチューナー）

第7世代
- BDZ-AT300S（HDD：500GB、ブルーレイ3D再生対応、100GB BD使用可能）
- BDZ-AT500（HDD：320GB、Wチューナー、ブルーレイ3D再生対応、100GB BD使用可能）
- BDZ-AT700（HDD：500GB、Wチューナー、ブルーレイ3D再生対応、100GB BD使用可能）
- BDZ-AT900（HDD：1TB、Wチューナー、ブルーレイ3D再生対応、100GB BD使用可能）
- BDZ-AX1000（HDD：1TB、Wチューナー、ブルーレイ3D再生対応、100GB BD使用可能）
- BDZ-AX2000（HDD：2TB、Wチューナー、ブルーレイ3D再生対応、100GB BD使用可能）

第8世代
- BDZ-AT350S（HDD：500GB、ブルーレイ3D再生対応、100GB BD使用可能）
- BDZ-AT750W（HDD：500GB、Wチューナー、ブルーレイ3D再生対応、100GB BD使用可能）
- BDZ-AT770T（HDD：500GB、トリプルチューナー、ブルーレイ3D再生対応、100GB BD使用可能）
- BDZ-SKP75（HDD：500GB、Wチューナー+スカパー!HDチューナー、ブルーレイ3D再生対応、100GB BD使用可能）
- BDZ-AT950W（HDD：1TB、Wチューナー、ブルーレイ3D再生対応、100GB BD使用可能）
- BDZ-AT970T（HDD：1TB、トリプルチューナー、ブルーレイ3D再生対応、100GB BD使用可能）
- BDZ-AX2700T（HDD：2TB、トリプルチューナー、ブルーレイ3D再生対応、100GB BD使用可能）

第9世代
- BDZ-E500（HDD：500GB、ブルーレイ3D再生対応、100GB BD使用可能）
- BDZ-EW500（HDD：500GB、Wチューナー、ブルーレイ3D再生対応、100GB BD使用可能）
- BDZ-EW1000（HDD：1TB、Wチューナー、ブルーレイ3D再生対応、100GB BD使用可能）
- BDZ-EW2000（HDD：2TB、Wチューナー、ブルーレイ3D再生対応、100GB BD使用可能）
- BDZ-ET1000（HDD：1TB、トリプルチューナー、ブルーレイ3D再生対応、100GB BD使用可能）
- BDZ-ET2000（HDD：2TB、トリプルチューナー、ブルーレイ3D再生対応、100GB BD使用可能）
- BDZ-EX3000（HDD：3TB、トリプルチューナー、ブルーレイ3D再生対応、100GB BD使用可能）

第10世代
- BDZ-E510（HDD：500GB、ブルーレイ3D再生対応、100GB BD使用可能）
- BDZ-EW510（HDD：500GB、Wチューナー、ブルーレイ3D再生対応、100GB BD使用可能）
- BDZ-EW1100（HDD：1TB、Wチューナー、ブルーレイ3D再生対応、100GB BD使用可能）
- BDZ-ET1100（HDD：1TB、トリプルチューナー、ブルーレイ3D再生対応、100GB BD使用可能）
- BDZ-ET2100（HDD：2TB、トリプルチューナー、ブルーレイ3D再生対応、100GB BD使用可能）

第11世代
- BDZ-E520（HDD：500GB、ブルーレイ3D再生対応、100GB BD使用可能）
- BDZ-EW520（HDD：500GB、Wチューナー、ブルーレイ3D再生対応、100GB BD使用可能）
- BDZ-EW1200（HDD：1TB、Wチューナー、ブルーレイ3D再生対応、100GB BD使用可能）
- BDZ-ET1200（HDD：1TB、トリプルチューナー、ブルーレイ3D再生対応、100GB BD使用可能）
- BDZ-ET2200（HDD：2TB、トリプルチューナー、ブルーレイ3D再生対応、100GB BD使用可能）

第12世代
- BDZ-ZW500（HDD：500GB、Wチューナー、ブルーレイ3D再生対応、100GB BD使用可能）
- BDZ-ZW1000（HDD：1TB、Wチューナー、ブルーレイ3D再生対応、100GB BD使用可能）
- BDZ-ZT1000（HDD：1TB、トリプルチューナー、ブルーレイ3D再生対応、100GB BD使用可能）
- BDZ-ZT2000（HDD：2TB、トリプルチューナー、ブルーレイ3D再生対応、100GB BD使用可能）

### 三菱電機
第1世代
- DVR-BZ100（HDD：250GB、AVCREC搭載、Wチューナー）
- DVR-BZ200（HDD：500GB、AVCREC搭載、Wチューナー）

第2世代
- DVR-BZ110（HDD：250GB、AVCREC搭載、Wチューナー）
- DVR-BZ210（HDD：500GB、AVCREC搭載、Wチューナー）
- DVR-BF2000（HDD：500GB、AVCREC搭載、Wチューナー）

第3世代
- DVR-BV530（HDD：320GB、AVCREC搭載、Wチューナー、VHS一体型）
- DVR-BZ130（HDD：320GB、AVCREC搭載、Wチューナー）
- DVR-BZ230（HDD：500GB、AVCREC搭載、Wチューナー）
- DVR-BZ330（HDD：1TB、AVCREC搭載、Wチューナー）

第4世代
- DVR-BZ240（HDD：500GB、AVCREC搭載、Wチューナー）
- DVR-BZ340（HDD：1TB、AVCREC搭載、Wチューナー）

第5世代
- DVR-BZ250（HDD：500GB、AVCREC搭載、Wチューナー、ブルーレイ3D再生対応、100GB BD使用可能）
- DVR-BZ350（HDD：1TB、AVCREC搭載、Wチューナー、ブルーレイ3D再生対応、100GB BD使用可能）
- DVR-BZ450（HDD：2TB、AVCREC搭載、Wチューナー、ブルーレイ3D再生対応、100GB BD使用可能）

第6世代
- DVR-B5W（HDD：500GB、AVCREC搭載、Wチューナー、ブルーレイ3D再生対応、100GB BD使用可能）

第7世代
- DVR-BZ260（HDD：500GB、AVCREC搭載、Wチューナー、ブルーレイ3D再生対応、100GB BD使用可能）
- DVR-BZ360（HDD：1TB、AVCREC搭載、Wチューナー、ブルーレイ3D再生対応、100GB BD使用可能）

第8世代
- DVR-BZ265（HDD：500GB、AVCREC搭載、Wチューナー、ブルーレイ3D再生対応、100GB BD使用可能）

### 東芝
第1世代
- D-B305K（HDD：320GB、AVCREC搭載、Wチューナー）
- D-B1005K（HDD：1TB、AVCREC搭載、Wチューナー）
- D-BW1005K（HDD：1TB、AVCREC搭載、Wチューナー、VHS一体型）

第2世代
- D-BZ500（HDD：320GB、AVCREC搭載、Wチューナー）
- RD-BR600（HDD：500GB、AVCREC搭載、バージョンアップによりブルーレイ3DとHD Rec再生対応）
- RD-BZ700（HDD：500GB、AVCREC搭載、Wチューナー、バージョンアップによりブルーレイ3DとHD Rec再生対応）
- RD-BZ800（HDD：1TB、AVCREC搭載、Wチューナー、バージョンアップによりブルーレイ3DとHD Rec再生対応）
- RD-X10（HDD：2TB、AVCREC搭載、Wチューナー、HD Rec再生対応、ブルーレイ3D再生対応）
- D-BW500（HDD：320GB、AVCREC搭載、Wチューナー、VHS一体型）

第3世代
- D-BZ510（HDD：320GB、Wチューナー）
- RD-BR610（HDD：500GB、AVCREC搭載、ブルーレイ3D再生対応、HD Rec再生対応）
- RD-BZ710（HDD：500GB、AVCREC搭載、Wチューナー、ブルーレイ3D再生対応、HD Rec再生対応）
- RD-BZ810（HDD：1TB、AVCREC搭載、Wチューナー、ブルーレイ3D再生対応、HD Rec再生対応）

第4世代
- DBR-C100（HDD：320GB、AVCREC搭載）
- DBR-Z110（HDD：320GB、AVCREC搭載、Wチューナー）
- DBR-Z150（HDD：1TB、AVCREC搭載、Wチューナー、ブルーレイ3D再生対応、HD Rec再生対応）
- DBR-Z160（HDD：2TB、AVCREC搭載、Wチューナー、ブルーレイ3D再生対応、HD Rec再生対応）
- DBR-M180（HDD：2.5TB、AVCREC搭載、Wチューナー、ブルーレイ3D再生対応、100GB BD使用可能、HD Rec再生対応、タイムシフトマシン機能搭載）
- DBR-M190（HDD：5TB、AVCREC搭載、Wチューナー、ブルーレイ3D再生対応、100GB BD使用可能、HD Rec再生対応、タイムシフトマシン機能搭載）

第5世代
- DBR-Z250（HDD：1TB、AVCREC搭載、Wチューナー、ブルーレイ3D再生対応、HD Rec再生対応）
- DBR-Z260（HDD：2TB、AVCREC搭載、Wチューナー、ブルーレイ3D再生対応、HD Rec再生対応）

第6世代
- DBR-Z310（HDD：500GB、AVCREC搭載、Wチューナー、ブルーレイ3D再生対応、HD Rec再生対応）
- DBR-Z320（HDD：1TB、AVCREC搭載、Wチューナー、ブルーレイ3D再生対応、HD Rec再生対応）
- DBR-T350（HDD：1TB、AVCREC搭載、トリプルチューナー、ブルーレイ3D再生対応、HD Rec再生対応）
- DBR-T360（HDD：2TB、AVCREC搭載、トリプルチューナー、ブルーレイ3D再生対応、HD Rec再生対応）

第7世代
- DBR-Z410（HDD：500GB、AVCREC搭載、Wチューナー、ブルーレイ3D再生対応、HD Rec再生対応）
- DBR-Z420（HDD：1TB、AVCREC搭載、Wチューナー、ブルーレイ3D再生対応、HD Rec再生対応）
- DBR-T450（HDD：1TB、AVCREC搭載、トリプルチューナー、ブルーレイ3D再生対応、HD Rec再生対応）
- DBR-T460（HDD：2TB、AVCREC搭載、トリプルチューナー、ブルーレイ3D再生対応、HD Rec再生対応）
- DBR-M490（HDD：5TB、AVCREC搭載、8チャンネル録画チューナー、ブルーレイ3D再生対応、HD Rec再生対応）

第8世代
- DBR-Z510（HDD：500GB、AVCREC搭載、Wチューナー、ブルーレイ3D再生対応、HD Rec再生対応）
- DBR-Z520（HDD：1TB、AVCREC搭載、Wチューナー、ブルーレイ3D再生対応、HD Rec再生対応）
- DBR-T550（HDD：1TB、AVCREC搭載、トリプルチューナー、ブルーレイ3D再生対応、HD Rec再生対応）
- DBR-T560（HDD：2TB、AVCREC搭載、トリプルチューナー、ブルーレイ3D再生対応、HD Rec再生対応）
- DBR-M590（HDD：6TB、AVCREC搭載、トリプルチューナー、ブルーレイ3D再生対応、HD Rec再生対応）

第9世代
- DBR-Z610（HDD：500GB、AVCREC搭載、Wチューナー、ブルーレイ3D再生対応、HD Rec再生対応）
- DBR-Z620（HDD：1TB、AVCREC搭載、Wチューナー、ブルーレイ3D再生対応、HD Rec再生対応）
- DBR-T650（HDD：1TB、AVCREC搭載、トリプルチューナー、ブルーレイ3D再生対応、HD Rec再生対応）
- DBR-T660（HDD：2TB、AVCREC搭載、トリプルチューナー、ブルーレイ3D再生対応、HD Rec再生対応）
- DBR-T670（HDD：3TB、AVCREC搭載、トリプルチューナー、ブルーレイ3D再生対応、HD Rec再生対応）

第10世代
- DBR-E507（HDD：500GB、AVCREC搭載、Wチューナー、ブルーレイ3D再生対応、HD Rec再生対応）
- DBR-W507（HDD：500GB、AVCREC搭載、Wチューナー、ブルーレイ3D再生対応、HD Rec再生対応）
- DBR-W1007（HDD：1TB、AVCREC搭載、Wチューナー、ブルーレイ3D再生対応、HD Rec再生対応）
- DBR-T1007（HDD：1TB、AVCREC搭載、トリプルチューナー、ブルーレイ3D再生対応、HD Rec再生対応）
- DBR-W2007（HDD：2TB、AVCREC搭載、Wチューナー、ブルーレイ3D再生対応、HD Rec再生対応）
- DBR-T2007（HDD：2TB、AVCREC搭載、トリプルチューナー、ブルーレイ3D再生対応、HD Rec再生対応）
- DBR-M1007（HDD：1TB、AVCREC搭載、トリプルチューナー、ブルーレイ3D再生対応、HD Rec再生対応）
- DBR-T3007（HDD：3TB、AVCREC搭載、トリプルチューナー、ブルーレイ3D再生対応、HD Rec再生対応）
- DBR-M3007（HDD：3TB、AVCREC搭載、トリプルチューナー、ブルーレイ3D再生対応、HD Rec再生対応）

### JVCケンウッド（旧：日本ビクター）
第1世代
- DR-BX500（HDD：500GB、AVCREC搭載、Wチューナー。基本的に三菱電機のDVR-BZ200のOEMであるがDVR-BZ200に付属する液晶タッチパネル式のリモコンは同梱されておらず、代わりに一般的な形状の高機能リモコンと機能を大幅に簡素化した初心者向け簡単リモコンの2種類がそれぞれ同梱される。自動CMカット機能等の特殊再生機能も省略）

第2世代
- DR-BH250（HDD：250GB、AVCREC搭載、Wチューナー、VHS一体型。基本的にDXアンテナのDXBW320のOEMで、三菱DVR-BV530や東芝D-BW1005-KともHDD容量を除けば同型。共にフロントパネルの形状が異なる）

第3世代
- RY-MA1（HDD：500GB、AVCREC搭載、Wチューナー、FM/AMラジオチューナー搭載）

業務用機
- SR-HD1500（HDD：500GB、AVCREC搭載、チューナーレス）
- SR-HV250（HDD：250GB、AVCREC搭載、Wチューナー、VHS一体型。実質的にはDR-BH250の業務用仕様で、フロントパネルが異なるのと、タイムデート録画機能、ラストファンクションメモリー機能などの業務用用途で考えられる機能を追加）

### パイオニア
- BDR-WD700（HDD：500GB、Wチューナー。シャープのBD-HDW25のOEM）
- BDR-WD900（HDD：1TB、Wチューナー。シャープのBD-HDW30のOEM）

### DXアンテナ
第1世代
- DXBW320（HDD：320GB、Wチューナー、AVCREC搭載、D端子搭載、VHS一体型）
- DXBS320（HDD：320GB、Wチューナー、AVCREC搭載、D端子搭載）
- DXBS1000（HDD：1TB、Wチューナー、AVCREC搭載、D端子搭載）

第2世代
- DXR160V（HDD：なし、VHS一体型）

### 日立製作所
- DV-BH250（HDD：250GB、AVCREC搭載、Wチューナー。パナソニックのDMR-BW700のOEM、BW700との違いはWoooリンク対応&前面I.Link端子が有ること、どこでもドアホン連動がないこと）

### 日立リビングサプライ
- DVL-BR9（HDD：320GB、AVCREC搭載、Wチューナー。パナソニックのDMR-BW750のOEM）
- DVL-BR10（HDD：500GB、AVCREC搭載、Wチューナー。パナソニックのDMR-BW770のOEM）
- DVL-BRT11（HDD：500GB、AVCREC搭載、Wチューナー、ブルーレイ3D再生対応、100GB BD使用可能。パナソニックのDMR-BWT500のOEM）
- DVL-BRT12（HDD：500GB、AVCREC搭載、Wチューナー、ブルーレイ3D再生対応、100GB BD使用可能。パナソニックのDMR-BWT520のOEM）

### 日立マクセル
第1世代
- BIV-R521（HDD：500GB、AVCREC搭載、Wチューナー、ブルーレイ3D再生対応、100GB BD使用可能）
- BIV-R1021（HDD：1TB、AVCREC搭載、Wチューナー、ブルーレイ3D再生対応、100GB BD使用可能）

第2世代
- BIV-WS500（HDD：500GB、AVCREC搭載、Wチューナー、ブルーレイ3D再生対応、100GB BD使用可能）
- BIV-WS1000（HDD：1TB、AVCREC搭載、Wチューナー、ブルーレイ3D再生対応、100GB BD使用可能）
- BIV-TW1000（HDD：1TB、AVCREC搭載、トリプルチューナー、ブルーレイ3D再生対応、100GB BD使用可能）